# Olympische Sommerspiele 1984
| Medaillenspiegel               | Medaillenspiegel    | Medaillenspiegel | Medaillenspiegel | Medaillenspiegel | Medaillenspiegel |
| Platz                          | Land                | G                | S                | B                | Ges.             |
| ------------------------------ | ------------------- | ---------------- | ---------------- | ---------------- | ---------------- |
| 1                              | Vereinigte Staaten  | 83               | 61               | 30               | 174              |
| 2                              | Rumänien            | 20               | 16               | 17               | 53               |
| 3                              | BR Deutschland      | 17               | 19               | 23               | 59               |
| 4                              | Volksrepublik China | 15               | 8                | 9                | 32               |
| 5                              | Italien             | 14               | 6                | 12               | 32               |
| 6                              | Kanada              | 10               | 18               | 16               | 44               |
| 7                              | Japan               | 10               | 8                | 14               | 32               |
| 8                              | Neuseeland          | 8                | 1                | 2                | 11               |
| 9                              | Jugoslawien         | 7                | 4                | 7                | 18               |
| 10                             | Südkorea            | 6                | 6                | 7                | 19               |
| …                              | …                   | …                | …                | …                | …                |
| 22                             | Österreich          | 1                | 1                | 1                | 3                |
| 26                             | Schweiz             | –                | 4                | 4                | 8                |
| Vollständiger Medaillenspiegel |                     |                  |                  |                  |                  |

Die Olympischen Sommerspiele 1984 (offiziell Spiele der XXIII. Olympiade genannt) fanden vom 28. Juli bis zum 12. August 1984 in Los Angeles in den Vereinigten Staaten statt. Die kalifornische Stadt hatte sich als einzige beim Internationalen Olympischen Komitee (IOC) um die Austragung dieser olympischen Sportwettkämpfe beworben. Es nahmen 140 Mannschaften mit 6797 Sportlern teil, davon 5230 Männer und 1567 Frauen.
Nach dem Olympiaboykott der USA und 41 weiterer Staaten bei den Olympischen Sommerspielen 1980 in Moskau und den 1983 eingeleiteten Maßnahmen US-amerikanischer Politiker zum Ausschluss sowjetischer Sportler boykottierte die Sowjetunion die Spiele von Los Angeles. Weitere 18 meist realsozialistische Staaten verweigerten ebenfalls die Teilnahme – nicht jedoch Rumänien, China und Jugoslawien. Obwohl mit 140 Nationen ein neuer Teilnahmerekord verzeichnet wurde, blieben allein mit den betroffenen Ostblockstaaten sowie Kuba sieben Mannschaften fern, die noch acht Jahre zuvor bei den letzten gemeinsamen Olympischen Sommerspielen 1976 in Montreal rund die Hälfte aller Medaillen gewonnen hatten. In zahlreichen Sportarten fehlte deshalb ein Großteil der Weltspitze. Es waren die letzten Olympischen Spiele mit einem großen Boykott.
In Los Angeles wurden die Olympischen Spiele erstmals privatwirtschaftlich finanziert, wobei sich das IOC der Kommerzialisierung öffnete. So nutzten in großem Umfang Sponsoren die Spiele für ihre Werbung.
Die erfolgreichsten Teilnehmer waren die rumänische Turnerin Ecaterina Szabó mit vier Gold- und einer Silbermedaille und der amerikanische Leichtathlet Carl Lewis mit vier Goldmedaillen.

## Bewerbung

### Los Angeles in früheren Bewerbungen
Los Angeles bemühte sich nach der Austragung der Olympischen Sommerspiele 1932 mehrmals vergeblich darum, erneut Austragungsort zu werden. 1932 waren rund eine Million Dollar Gewinn erzielt worden, weshalb ortsansässige Geschäftsleute die Olympischen Sommerspiele 1940 in die Stadt holen wollten. Dazu gründeten sie das Southern California Committee for the Olympic Games (SCCOG). Nach Ausbruch des Zweiten Weltkrieges geriet das Projekt jedoch in Vergessenheit. Nach dem Krieg bewarb sich Los Angeles dreimal erfolglos um die Ausrichtung: 1946 für die Olympischen Sommerspiele 1948, 1947 für die Olympischen Sommerspiele 1952 und 1949 für die Olympischen Sommerspiele 1956.
Nachdem das United States Olympic Committee (USOC) bei den folgenden vier Bewerbungen jeweils Detroit nominiert hatte und damit gescheitert war, bewarb sich 1970 wieder Los Angeles um die Ausrichtung der Olympischen Sommerspiele 1976. Bürgermeister Sam Yorty gründete das Bewerbungskomitee „LA76 Committee“ mit dem Vorsitzenden John Kilroy, einem Unternehmer und Sportler, das die Spiele anlässlich der 200-Jahr-Feier der Unabhängigkeitserklärung in die Staaten holen sollte. In der inneramerikanischen Ausscheidung beim USOC konnte sich Los Angeles durchsetzen. Beim IOC rief jedoch der Plan, die Olympischen Spiele mit einem privaten Fonds zu finanzieren, falls der Staat sich nicht beteiligen sollte, Misstrauen hervor. Bei der Wahl während der IOC-Session 1970 in Amsterdam schied Los Angeles mit nur 17 Stimmen in der ersten Runde aus, im zweiten Wahlgang gewann Montreal gegen Moskau.
Los Angeles unternahm nach dieser Niederlage einen neuen Anlauf und bewarb sich um die Olympischen Sommerspiele 1980. Die Chancen wurden durch die sportpolitische Situation gemindert, da die Sowjetunion verärgert auf das Scheitern Moskaus bei der Entscheidung 1970 reagiert hatte und einige IOC-Mitglieder sie nicht weiter verärgern wollten. So konnte sich Moskau bei der IOC-Session 1974 in Wien mit 39 zu 20 Stimmen bei zwei Enthaltungen gegen Los Angeles durchsetzen und die Sommerspiele 1980 ausrichten.

### Bewerbung für 1984
Für die Olympischen Sommerspiele 1984 ging Los Angeles erneut ins Rennen. Der Stadtrat sicherte dem SCCOG am 27. Oktober 1975 in einer Resolution seine Unterstützung zu und gab eine Studie zur Kosten-Nutzen-Analyse in Auftrag. Diese Studie gab ein erwartetes Defizit von 200 bis 336,5 Millionen Dollar an, da keine Unterstützung aus Staats- oder Bundesmitteln zu erwarten war, während das SCCOG einen Gewinn von 750.000 Dollar erwartete. Nachdem der SCCOG-Präsident John C. Argue versichert hatte, dass keine Steuermittel benötigt würden, stimmte der Stadtrat mit 12 zu 0 Stimmen bei drei abwesenden Olympiagegnern am 12. Mai 1977 für die Bewerbung um die Spiele. Im inneramerikanischen Auswahlverfahren beim USOC setzte sich Los Angeles am 25. September 1977 mit 55 zu 39 gegen New York City durch. Zuvor hatten sich Atlanta, Boston, Chicago und New Orleans aus dem Verfahren zurückgezogen. Beide Kammern des Kongresses unterstützten die Bewerbung von Los Angeles, was jedoch keine finanziellen Hilfen des Staates nach sich zog.
Wegen des finanziellen Verlustes bei den Olympischen Sommerspielen 1976 von Montreal, der weltweiten Wirtschaftskrise der Jahre 1974 und 1975 und der Forderung des IOC nach besseren Garantien gaben die Städte Algier, Glasgow und Riad ihre Bewerbungen auf. Im Juni 1977 zog sich mit Teheran der letzte Mitbewerber zurück, sodass Los Angeles zum Anmeldeschluss des IOC am 31. Oktober 1977 der einzig verbliebene Kandidat war. Im Vorfeld der 80. IOC-Session in Athen trafen sich die Führung des USOC, Vertreter der Stadt Los Angeles und Thomas Keller, der Präsident der General Association of International Sports Federations (GAISF), zu einem Gespräch, bei dem Keller für ihn unbefriedigende Antworten erhielt. Hinzu kam, dass 17 der 22 in der GAISF vertretenen Sportverbände das Konzept von Los Angeles ablehnten und vom IOC eine erneute Ausschreibung forderten. Die Olympischen Spiele wurden auf der IOC-Session am 18. Mai 1978 dennoch provisorisch an Los Angeles vergeben, nachdem US-Präsident Jimmy Carter und der Gouverneur Kaliforniens, Jerry Brown, ihre Unterstützung zugesagt hatten und das IOC Keller versichert hatte, dass Los Angeles alle Anforderungen der Olympischen Charta erfüllen müsse. Eine Bedingung war dabei, dass der Vertrag bis zum 1. August 1978 mit den olympischen Regeln übereinstimmen sollte, andernfalls wäre das Recht der Austragung wieder an das IOC zurückgefallen. Besonders um die finanzielle Haftung wurde gestritten, da weder das USOC noch die Stadt diese übernehmen wollten. Schließlich trat ein privates „Committee of Seven“ dem IOC als Verhandlungspartner gegenüber. Aus diesem wurde am 15. Juni 1978 das Los Angeles Olympic Organizing Committee (LAOOC), das mit den Plänen, die Wettkämpfe weitgehend in bestehenden Sportanlagen auszutragen, selbst den Fernsehvertrag auszuhandeln, auf ein zentrales olympisches Dorf zu verzichten und den Gewinn nicht an das IOC abzuführen, beim IOC auf wenig Gegenliebe stieß.
Es ließ sich jedoch kein alternativer Bewerber mehr finden, da New York die finanziellen Risiken zu groß waren und der Münchner Oberbürgermeister Erich Kiesl erfolglos versuchte, München als Austragungsort vorzuschlagen. Daher gab das IOC schrittweise nach: Die Frist für Los Angeles wurde erst auf den 21., dann auf den 31. August 1978 verlängert, bis schließlich in einer Briefwahl des IOC Los Angeles mit 75 Jastimmen, drei Gegenstimmen und sechs Enthaltungen die Olympischen Sommerspiele 1984 zugesprochen wurden. Der Stadtrat von Los Angeles stimmte mit acht zu vier Stimmen bei drei abwesenden Mitgliedern zu, und schließlich wurde am 20. Oktober 1978 im Weißen Haus der Vertrag zwischen Los Angeles und dem IOC durch Tom Bradley und Lord Killanin unterzeichnet.

## Vorbereitung

### Organisation
Am 26. Januar 1979 berief das LAOOC das 65 Personen umfassende Board of Directors, am 26. März 1979 wurde Paul Ziffren als Chairman und Peter Ueberroth als Präsident eingesetzt. Für die Organisation der Wettkämpfe bestimmte das LAOOC für die einzelnen Sportarten jeweils einen Kommissar. 1982 wurde dann für die Organisation der 25 einzelnen Tätigkeitsbereiche jeweils eine Subkommission eingerichtet. Als Sportdirektor war Michael O’Hara tätig, der 1964 selbst am olympischen Volleyballturnier teilgenommen hatte.
Wie schon während der Bewerbungsphase angekündigt, gab es kaum größere Bauprojekte. Das LAOOC wählte größtenteils bereits existierende Sportstätten im Großraum Los Angeles für die olympischen Wettbewerbe aus. Lediglich das Schwimmstadion, das Velodrom und die Tennisplätze wurden neu errichtet. Die beiden ersten wurden dabei jeweils von Sponsoren finanziert. Wie angekündigt errichtete das LAOOC kein zentrales olympisches Dorf, sondern verteilte die Sportlerunterkünfte auf drei Orte. Für den Aufenthalt der Athleten wollte das Organisationskomitee zunächst pro Tag 55 bis 58 Dollar verlangen, vier Jahre zuvor waren es noch umgerechnet 20 Dollar. Nach Protesten einiger IOC-Mitglieder senkte das LAOOC den Preis letztendlich auf 42 Dollar.
Zur Finanzierung schloss das LAOOC mit 34 Unternehmen Sponsorenverträge ab. So zahlte Coca-Cola 25 Millionen Dollar und Anheuser-Busch 15 Millionen Dollar, weitere Sponsoren waren unter anderem Canon, McDonald’s und American Express. Insgesamt erzielte das LAOOC damit 123 Millionen Dollar. Darüber hinaus verkaufte das Organisationskomitee an 64 Unternehmen Lizenzen. Das LAOOC und das USOC beantragten beim Kongress zudem die Prägung von Silbergedenkmünzen mit den Nennwerten 1 und 10 Dollar sowie Goldgedenkmünzen mit den Nennwerten 50 und 100 Dollar. Genehmigt wurden schließlich zwei silberne Ein-Dollar-Münzen zum Verkaufspreis von 32 Dollar und eine goldene Zehn-Dollar-Münze zum Verkaufspreis von 352 Dollar. LAOOC und USOC erhielten jeweils fünf Dollar pro verkaufter Silbermünze und 25 pro Goldmünze. Insgesamt übertraf das Ergebnis den erwarteten Gewinn von 150 Millionen Dollar, das LAOOC erwirtschaftete einen Gewinn von 232,5 Millionen Dollar. Statt dieses Geld wie zuvor üblich an das IOC abzuführen, gingen 60 % an das USOC. Mit den übrigen 40 % wurde die Amateur Athletic Foundation of Los Angeles (LA84 Foundation) gegründet, in der ehemalige hohe Mitglieder des LAOOC Positionen übernahmen.

### Sportpolitik

#### Boykott
Die Olympischen Sommerspiele 1984 in Los Angeles stellten einen sportpolitischen Wendepunkt dar. Es waren die letzten Spiele mit einem der großen Olympiaboykotte.
Nachdem am 1. September 1983 ein südkoreanisches Passagierflugzeug von einem sowjetischen Abfangjäger wegen Verletzung des Luftraumes abgeschossen worden war, verstärkte sich die antisowjetische Stimmung in den USA. Der rechtskonservative Politiker John Doolittle, der Mitglied des Senats von Kalifornien war, brachte eine Resolution ein, die Maßnahmen bis hin zum Ausschluss sowjetischer Athleten von Olympia forderte, um die sowjetische Aggression zu stoppen. Diese wurde vom Abgeordnetenhaus Kaliforniens mit 74 zu 0 Stimmen und im kalifornischen Senat mit 36 zu 0 gebilligt. Hinter Doolittle versammelten sich eine Gruppe kalifornischer Geschäftsleute und Vertreter der koreanisch-amerikanischen Gemeinschaft, die im Herbst 1983 eine groß angelegte Unterschriftenaktion gegen eine mögliche sowjetische Olympiateilnahme starteten. Diesen Bestrebungen standen die offizielle Position des LAOOC und die Versicherung zweier US-Präsidenten entgegen, allen vom IOC akzeptierten Teilnehmern die Einreise zu garantieren. Trotzdem wurde die Entwicklung in der Sowjetunion kritisch aufgenommen. Hinzu kamen Streitigkeiten um die Akkreditierung von Radio Free Europe und Radio Liberty, um Lande- und Anlegerechte und um Fragen des Transports und der Visa, in denen das LAOOC lange Zeit für die Sowjetunion inakzeptable Pläne hatte. Der Konflikt eskalierte Anfang März 1984, als das US-Außenministerium dem sowjetischen Olympia-Attaché Oleg Jermischkin die Akkreditierung verweigerte, weil er als Offizier des KGB bekannt war. Daraufhin deutete die Sowjetunion am 2. April 1984 ihren Verbündeten erstmals einen Boykott an. Dieser wurde auf einer Konferenz in Moskau am 5. und 6. April vom Chef der Propagandaabteilung des Zentralkomitees der KPdSU mit fehlenden Sicherheitsgarantien begründet.

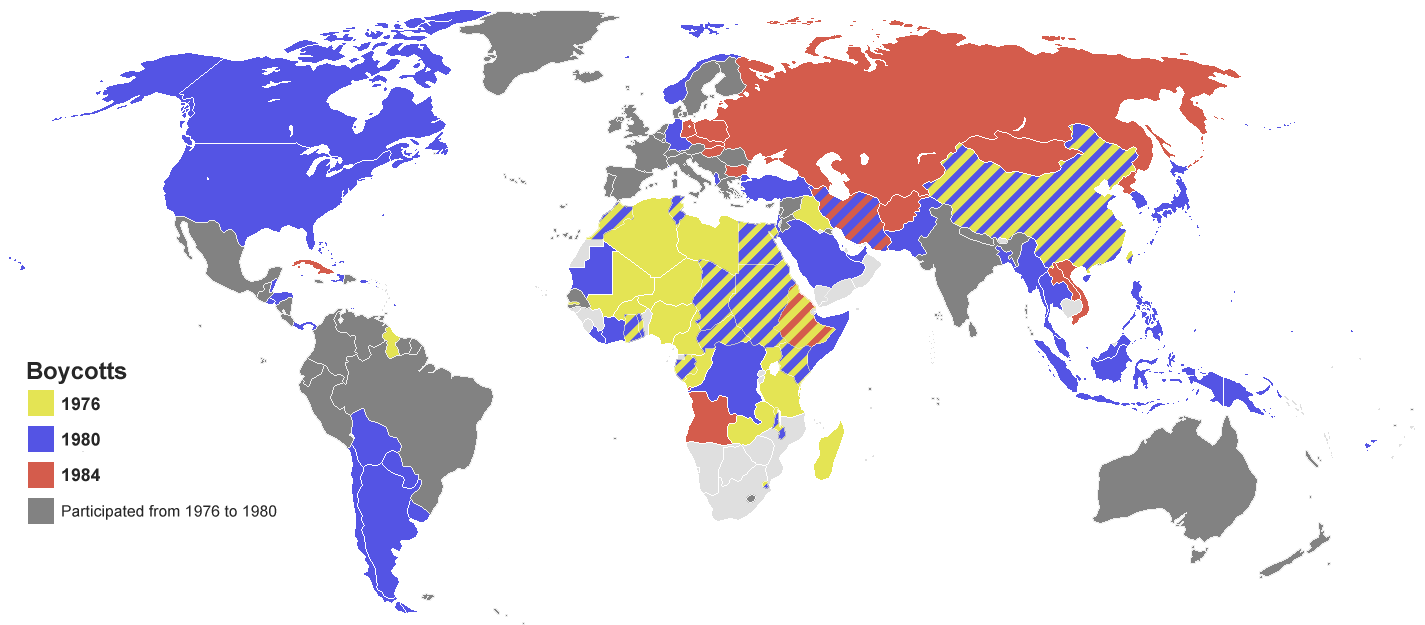
Boykottstaaten 1984 (rot), 1980 (blau) und 1976 (gelb)

Am 9. April forderte das NOK der UdSSR den IOC-Präsidenten auf, eine Sondersitzung einzuberufen und das LAOOC zu einer strikten Einhaltung der Olympischen Charta zu verpflichten. Juan Antonio Samaranch zögerte mit einer Reaktion und setzte schließlich ein Treffen zwischen dem sowjetischen NOK und dem LAOOC in Lausanne am 24. April an. Dort ließ sich der Streit jedoch nicht beilegen. Der NOK-Präsident Marat Gramow versicherte Samaranch, dass er nichts unternehmen würde, ehe dieser mit Ronald Reagan gesprochen hätte. Als Samaranch jedoch am 7. Mai nach New York reiste, um den US-Präsidenten am Folgetag zu treffen, wusste er bereits, dass die Sowjetunion fest zum Boykott entschlossen war. Am 8. Mai gab die Sowjetunion den Boykott offiziell bekannt. Der Schweizer Historiker Jérôme Gygax kam nach der Durchsicht von Quellen aus dem Archiv der CIA und anhand sowjetischer Quellen zum Schluss, dass die Sowjetunion zunächst keinen Boykott der Spiele von Los Angeles vorgesehen hatte, weil sie Aussicht auf großen sportlichen Erfolg auf amerikanischem Boden hatte. Im Bewusstsein der voraussichtlichen Überlegenheit sowjetischer Sportler bei den Spielen in Los Angeles verbreiteten insbesondere US-amerikanische Neokonservative in Medien die Ankündigung, dass man das Überlaufen von Sportlern der Ostblock-Staaten in den Westen nicht verhindern werde, sollten diese an den Spielen in Los Angeles teilnehmen.
Offensichtlich versandte der Sowjetische Geheimdienst zusätzlich gefälschte Briefe an Nationale Olympische Komitees von nicht mit der Sowjetunion verbündeten afrikanischen und asiatischen Ländern, in welchen er sich als amerikanischer Ku-Klux-Clan ausgab und mit Angriffen auf Sportler dieser Länder drohte. Sowjetische Medien berichteten ausführlich über diese angeblichen Drohungen, über die US-Justizminister William French Smith sagte, sie seien eine „zynische Falschheit, die sowohl das olympische Ideal als auch die Rechtsstaatlichkeit verletzten“.
Der LAOOC-Präsident Ueberroth versuchte einzelne Mitglieder des Ostblocks dennoch zu einer Teilnahme zu überreden. In der DDR scheiterten seine Gesandten, aber Rumänien ließ sich wie die Volksrepublik China überzeugen. Samaranch unternahm am 18. Mai beim sowjetischen NOK und am 24. Mai vor den Vorsitzenden der Sportabteilungen der sozialistischen Länder noch einen Versuch zur Abwendung des Boykotts, scheiterte jedoch.
Neben der Sowjetunion blieben schließlich mit Afghanistan, Albanien, Angola, Äthiopien, Bulgarien, der DDR, dem Iran, der Volksrepublik Jemen, Kuba, Laos, Libyen, der Mongolei, Nordkorea, Obervolta, Polen, der Tschechoslowakei, Ungarn und Vietnam 18 weitere NOKs den Spielen fern. Mit diesem Boykott, dem dritten großen in Folge, und den Befürchtungen, dass es bei den Olympischen Sommerspielen 1988 in Seoul wieder zum Fernbleiben wichtiger Mannschaften kommen könnte, drohte der olympischen Bewegung trotz des sowjetischen Verzichts auf Gegenspiele die Spaltung. Deshalb wurde für den 1. und 2. Dezember 1984 eine außerordentliche IOC-Session einberufen, auf der die Pflicht der NOKs, die Teilnahme ihrer Athleten sicherzustellen, festgeschrieben und beschlossen wurde, die Einladungen nur noch vom IOC zu verschicken.

#### Kommerzialisierung
Die Spiele von Los Angeles markierten einen Wendepunkt im Hinblick auf die Kommerzialisierung der Olympischen Spiele. Sie waren privat finanziert und zeigten, dass sie nicht nur einen sportlichen oder ideellen, sondern auch einen wirtschaftlichen Wert haben. Die Ausrichtung des IOC auf die Wirtschaft wurde durch die Wahl von Juan Antonio Samaranch, einem Industriellensohn mit Betriebswirtschafts- und Management-Studium, zum IOC-Präsidenten begünstigt. Er setzte eine Kommission ein, die nach neuen Finanzquellen für das IOC suchen sollte. Im Geheimen handelte er zudem einen Vertrag über die exklusive Vermarktung späterer Olympischer Spiele mit der 1982 gegründeten Schweizer Agentur International Sport and Leisure (ISL) aus, hinter der Horst Dassler stand, mit dessen Unterstützung Samaranch 1980 zum IOC-Präsidenten aufgestiegen war. Der Vertrag wurde auf der IOC-Session 1983 in Neu-Delhi bekannt und führte zu Kritik durch einige IOC-Mitglieder. Doch er bereitete auch den Weg zur vollständigen globalen Kommerzialisierung der Olympischen Spiele: „Das Bestreben des Sportführers [Samaranch], der olympischen Bewegung zu Geld, Macht und Größe zu verhelfen, verband sich mit den merkantilen Interessen des Sportartikelhändlers [Dassler].“, so der Sportjournalist Steffen Haffner. Vertreter der Verbände nahmen Samaranch größtenteils positiv auf, weil er zum Beispiel den NOKs, die sich durch ISL vermarkten ließen, erhebliche finanzielle Mittel einbrachte. Nach den Olympischen Sommerspielen 1984, die vom LAOOC selbst vermarktet wurden, gründete das IOC in Zusammenarbeit mit ISL das Sponsorenprogramm „The Olympic Program“ (TOP I), das ihm von 1985 bis 1988 rund 97 Millionen Dollar einbrachte. Die Erfolge der Kommerzialisierung der 1984er-Spiele machte sie trotz aller Kritik an dieser Entwicklung zum Modell für die folgenden Sommerspiele (→Kommerzialisierung und Kritik).

#### Olympische Solidarität und Profisport
Zu den Olympischen Sommerspielen 1984 gründete das IOC die „Olympische Solidarität“, ein Programm, in dem mit fünf Millionen Dollar Athleten aus Entwicklungsländern unterstützt werden sollten. Erste Ideen dieser Art kamen 1974 auf, sie wurden jedoch erst nach zehn Jahren umgesetzt. Sportler wurden in Trainingskursen auf die Teilnahme vorbereitet, zudem unterstützte das IOC die Mannschaften bei den Reisekosten. Dies half dabei, trotz des Boykotts eine hohe Teilnehmerzahl zu erreichen.
Während der 84. IOC-Session in Baden-Baden 1981 wurde die als Amateurparagraph bezeichnete Zulassungsregel 26 geändert und somit die olympische Bewegung für Profisportler geöffnet. Willi Daume, der Vorsitzende der Zulassungskommission, erreichte die Änderung, indem er es so darstellte, dass die Regel nur neu interpretiert werden sollte. Sportverbände sollten mehr Entscheidungsfreiheit haben und Sportler auf von Sponsoren finanzierte Fonds zurückgreifen können, wobei direkte Verbindungen zwischen Athlet und Sponsor weiterhin verboten bleiben sollten. In der praktischen Umsetzung wurde das Fonds-Konzept durch die Regelung ersetzt, dass sich die Sportler in Fragen des Sponsorings der Kontrolle des jeweiligen NOKs in einem Zeitraum von vier Wochen vor bis zwei Wochen nach den Spielen unterwerfen müssten. Doch die Regeln zu dieser Karenzzeit wie zur Finanzierung über Sponsoren-Fonds wurden in der Folge verwässert, die Professionalisierung des Leistungssports veränderte die „populären Sportarten stark vom Siegstreben hin zum Gewinnstreben“.
Für die 1984er Spiele nahm nur die FIFA die neuen Möglichkeiten der Teilnahme von Profis in Anspruch. Sie beschloss am 9. Juni 1982 die Zulassung von Profis, die nach dem 1. Juni 1961 geboren worden waren. Eine unbeschränkte Zulassung von Profis gab es erst 1988 in Seoul in den Sportarten Tennis und Tischtennis. Diese Entwicklung setzte sich in der Folge fort, symbolisiert durch das „Dream Team“ der NBA-Basketballprofis 1992 in Barcelona.

## Gebäude

### Sportstätten

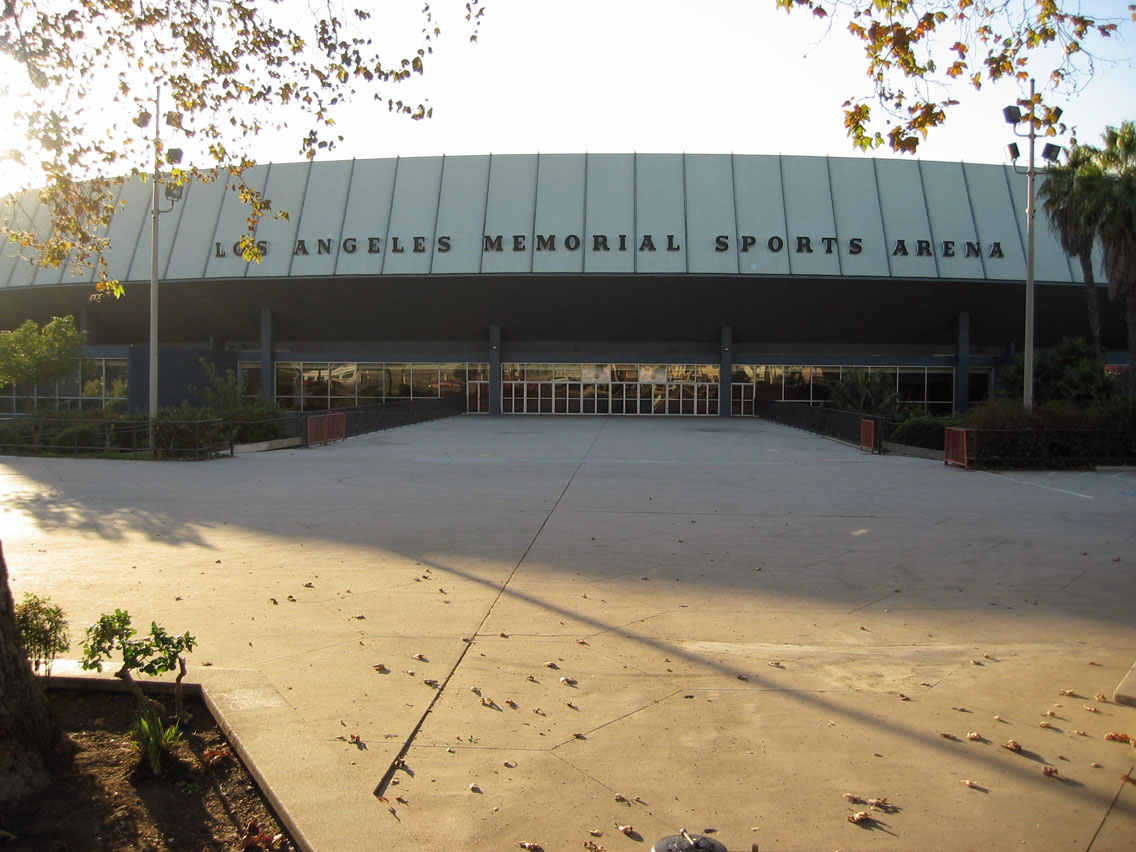
In der Los Angeles Memorial Sports Arena fanden die Wettbewerb im Boxen statt.

Das LAOOC wählte für die Ausrichtung der Wettkämpfe größtenteils bestehende Anlagen in Los Angeles und Südkalifornien aus, es gab lediglich drei Neubauten. Spiele des Fußballturniers fanden auch in drei Stadien in größerer Entfernung zu Los Angeles statt.
Zentrales Areal der Spiele war der Exposition Park, der bereits das Herzstück der Olympischen Sommerspiele 1932 gewesen war. Dort befindet sich das Los Angeles Memorial Coliseum, in dem sowohl die Eröffnungs- und Schlussfeier als auch die Wettbewerbe der Leichtathletik stattfanden. Für die Olympischen Spiele wurde es renoviert, eine neue Laufbahn errichtet und die Zuschauerkapazität auf 90.500 Plätze festgesetzt. Neben dem Los Angeles Memorial Coliseum liegt die 1959 eröffnete Los Angeles Memorial Sports Arena, in der 1984 die Boxwettkämpfe stattfanden. Die Spiele der Baseballdemonstration fanden im 1962 eingeweihten Dodger Stadium statt, das 56.000 Zuschauern Platz bot. Für die Turnwettbewerbe wurde der Pauley Pavilion genutzt, der 1965 eröffnet worden war und zum Campus der University of California, Los Angeles (UCLA) gehört. Die Judowettkämpfe führten die Organisatoren in der Eagles Nest Arena durch, die zur California State University, Los Angeles (CSULA) gehört. Extra für die Olympischen Spiele wurde das Schwimmstadion errichtet, in dem alle Schwimmwettbewerbe und das Wasserspringen stattfanden. Die Finanzierung der 16.000 Zuschauer fassenden Sportstätte übernahm die Fast-Food-Kette McDonald’s, errichtet wurde sie auf dem Campus der University of Southern California (USC). Eine weitere neu errichtete Sportstätte war das Los Angeles Tennis Center auf dem Campus der UCLA, wo die Demonstration dieser Sportart durchgeführt wurde. Die Wettbewerbe im Gewichtheben fanden im 1981 eröffneten Gersten Pavilion, der sich auf dem Gelände der Loyola Marymount University befindet und 4156 Zuschauern Platz bietet, statt.

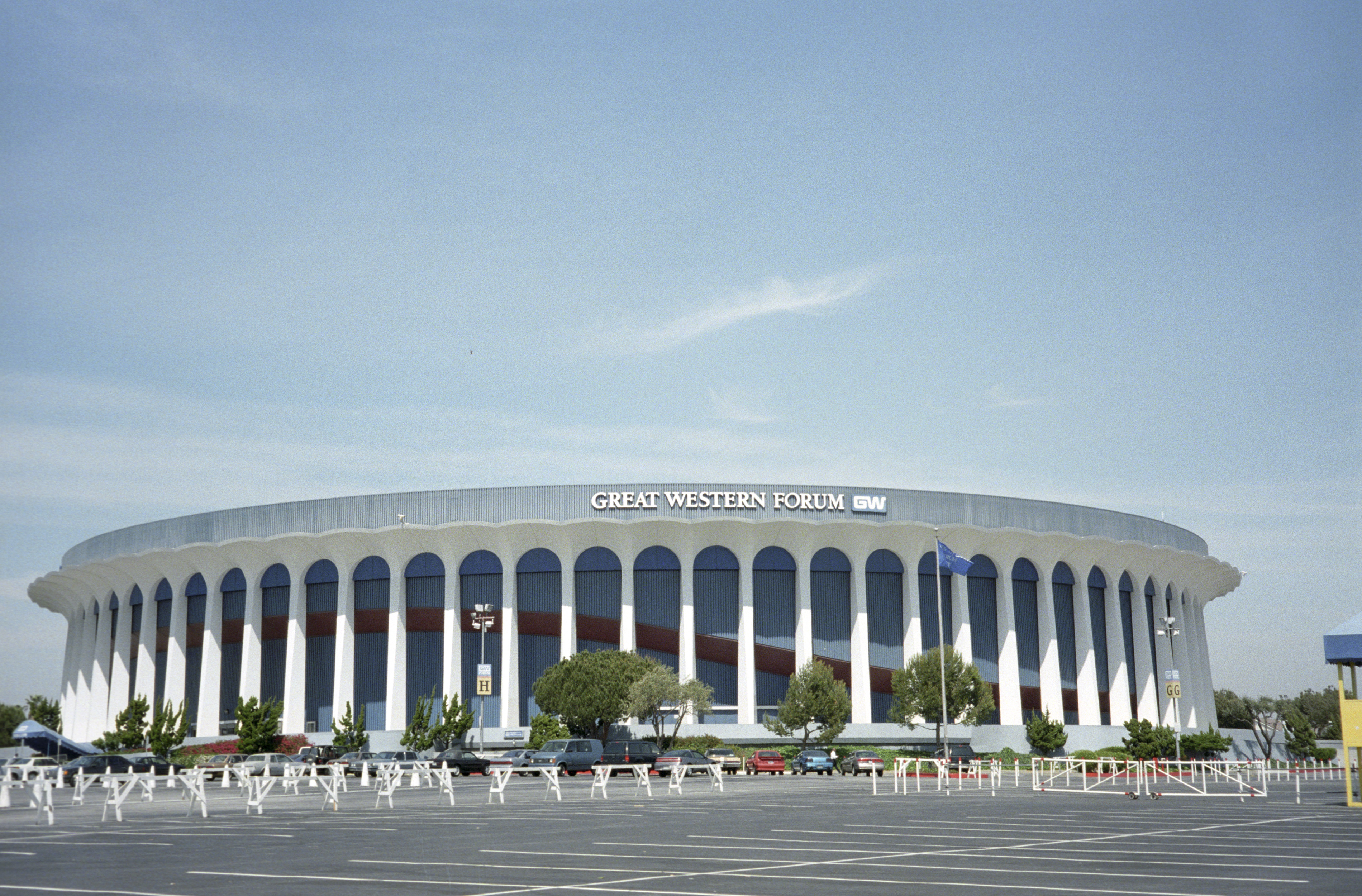
Die Sporthalle The Forum in Inglewood war der Austragungsort der Basketballspiele.

In Südkalifornien waren die meisten anderen Sportstätten angesiedelt. Das Bogenschießen fand auf einer temporären Schießanlage im El Dorado Park in Long Beach statt, wo 4000 Zuschauer Platz fanden. Ebenfalls in Long Beach wurden im Long Beach Convention Center aus dem Jahr 1962 die Wettbewerbe im Fechten sowie die Volleyballturniere ausgetragen. Zudem befindet sich dort der Long Beach Shoreline Marina and Harbor, der die Wettkampfstätte des Segelns war. Austragungsort der Wettkämpfe im Kanurennsport und Rudern war der Lake Casitas in Ventura County, die Strecken des Straßenradsports lagen in Mission Viejo im Orange County. Die Basketballturniere fanden in der 1967 eröffneten Sporthalle The Forum in Inglewood vor rund 17.000 Zuschauern statt. In Carson wurde das von der Supermarktkette 7-Eleven finanzierte Velodrom auf dem Gelände der „California State University, Dominguez Hills“ errichtet. Im Gegensatz zu den vorangegangenen Olympischen Spielen gab es diesmal keine Holzbahn, stattdessen wurde der Belag Chemcomp verwendet. Zur „California State University, Fullerton“ gehört das Titan Gymnasium in Fullerton, in dem während der Spiele die Handballturniere ausgetragen wurden. Die Wettbewerbe im Ringen wurden im 1967 eröffneten Anaheim Convention Center in Anaheim ausgetragen, die im Schießen auf der Olympic Shooting Range im Prado Recreational Park in Chino. Das Wasserballturnier fand im Raleigh Runnels Memorial Pool der Pepperdine University in Malibu, die Feldhockeyturniere im 1951 eröffneten und für die 1984er-Spiele renovierten Weingart Stadium des East Los Angeles College in Monterey Park statt. Als Austragungsort für die Wettbewerbe des Reitsports wählte das LAOOC das 1934 eröffnete Reitsportzentrum Santa Anita Park in Arcadia aus. Der Moderne Fünfkampf wurde in Coto de Caza veranstaltet.
Das Finale sowie einige Vorrunden- und K.-o.-Spiele des Fußballturniers fanden im 1922 eröffneten Rose Bowl Stadium in Pasadena statt, das 104.594 Zuschauern Platz bot. Weitere Stadien des Fußballturniers waren das Harvard Stadium in Boston, das Navy-Marine Corps Memorial Stadium in Annapolis und das Stanford Stadium in Palo Alto.

### Olympische Dörfer
In Los Angeles wurde entgegen der Tradition kein zentrales olympisches Dorf gebaut. Stattdessen richtete das LAOOC an drei Universitäten olympische Dörfer ein, die nach den Spielen von diesen weiter genutzt werden konnten. Das größte, in dem rund 7000 Athleten und Offizielle aus 79 Mannschaften untergebracht wurden, befand sich auf dem Gelände der USC, wo es direkt an die anderen universitären Einrichtungen angeschlossen war. Dort wurden insgesamt 1200 Mitarbeiter der USC beschäftigt, um den Teilnehmern Trainingsmöglichkeiten, technische Hilfe sowie ein Einkaufszentrum und eine zuvor neu gebaute Mensa zur Verfügung zu stellen. Zudem gab es Zelte, in denen die Presse Interviews mit den Sportlern führen konnte.
Das zweite olympische Dorf befand sich auf dem Gelände der UCLA, war jedoch vom Rest der Universität viel stärker abgeschieden als bei der USC. In ihm fanden 4400 Athleten und Offizielle ihre Unterkunft. Es gab vier Mensen, in denen insgesamt 2000 Personen zeitgleich essen konnten. Ebenso waren im Dorf Trainingsmöglichkeiten geboten, daneben gab es Vergnügungsangebote wie Bühnenshows und Filmvorführungen in einem Amphitheater sowie Konzerte. Das dritte olympische Dorf war auf dem Gelände der „University of California, Santa Barbara“ (UCSB) eingerichtet worden und beherbergte die Ruderer und Kanuten sowie deren Trainer und weitere Offizielle. Auch wenn es oft als Sub-Dorf angesehen wurde, so enthielt es doch alle Angebote der anderen beiden Dörfer. Die Vertreter des IOC waren während der Spiele im Baltimore Hotel in der Innenstadt von Los Angeles untergebracht.

## Logo und Maskottchen
Das Logo der Olympischen Sommerspiele 1984 zeigt drei Sterne, die das Streben nach höchsten Leistungen der Menschheit symbolisieren. Die horizontal verlaufenden Streifen stehen für die Schnelligkeit, die ein Teil des Strebens nach Bestleistungen ist. Die drei Sterne in den US-Nationalfarben blau, weiß und rot spielen auf die Siegerehrung der Erst- bis Drittplatzierten an.
Das Maskottchen der Spiele von Los Angeles war der Adler Sam, weil der Weißkopfseeadler nationales Symbol der Vereinigten Staaten ist. Der Seeadler sollte auch das olympische Motto Citius, altius, fortius repräsentieren. Damit die Figur als Teilnehmer an den Wettkampfsportarten gezeichnet werden konnte, wurden die Flügel als Arme, die Federn als Finger gestaltet. Der Entwurf für „Sam“ stammte von Robert C. Moore, dem Art Director des Publicity Art Department von Walt Disney Productions. Das Aussehen des Maskottchens zielte darauf ab, für Kinder attraktiv zu sein. Für seine Gestaltung musste das Maskottchen jedoch auch Spott einstecken, so bekam es Spitznamen wie “Sam, the chicken” („Sam, das Huhn“) verpasst. In Japan wurde im Jahr vor den Spielen eine Animeserie mit dem Maskottchen ausgestrahlt.

## Fackellauf

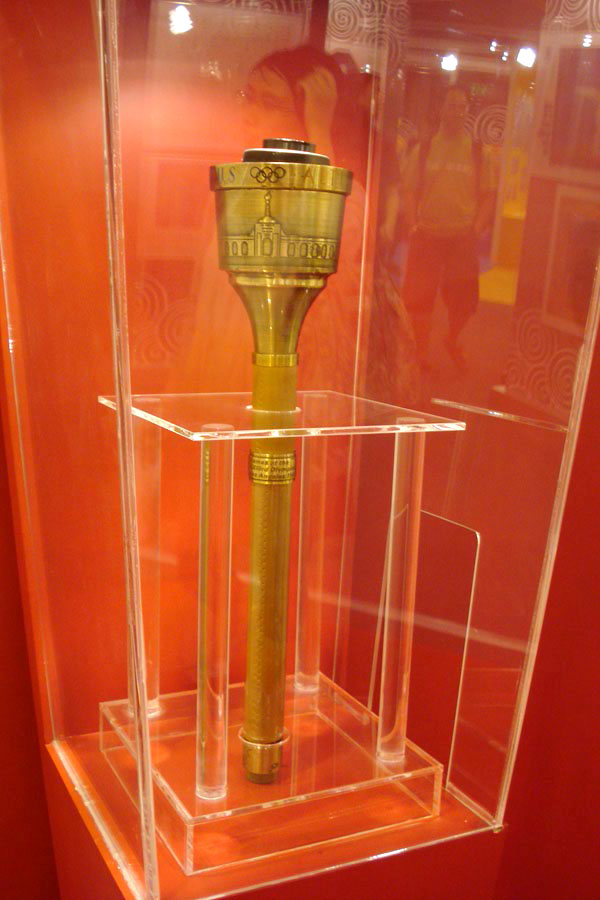
Fackel für den Fackellauf der Olympischen Sommerspiele 1984

Die Fackel für den Fackellauf der Olympischen Sommerspiele 1984 besaß einen ledernen Griff und einen bronzefarbenen Kopf, auf dem der offizielle Name der Spiele, das olympische Motto und das Los Angeles Memorial Coliseum zu sehen waren. Die Gestaltung war von der Firma Newhart, Donges, Newhart Designers vorgenommen worden. Das Hauptmaterial war Aluminium, um die Anforderungen zu erfüllen, dass die Fackel unter 1600 Gramm wiegen, 55 Minuten lang und auch bei leichtem Regen und Windgeschwindigkeiten über 60 km/h brennen sollte. Das verwendete Modell wog schließlich ein Kilogramm, wurde mit rund 360 Gramm Propan befüllt und war 56 Zentimeter lang; seine Flammenschale besaß einen Durchmesser von 13 Zentimetern. Als Brenndauer wurden schließlich lediglich 45 Minuten angenommen. Turner Industries stellte 4500 Fackeln für die USA und 740 Fackeln für Griechenland her. Die griechischen Fackeln wurden nach Absage des dortigen Fackellaufs zurückgegeben.
Der Fackellauf fand 1984 auf der mit 15.000 Kilometern bis dahin längsten Strecke statt, die insgesamt 3636 Läufer quer durch die USA zurücklegten. Die im Vergleich zu vorherigen und nachfolgenden Spielen sehr lange Strecke bei Beteiligung weniger Fackelläufer ergab sich daraus, dass die größte Strecke von einem durch AT&T gesponserten Team aus 200 Läufern bestritten wurde. Lediglich 3436 Kilometer des 82 Tage dauernden Laufs wurden als „Youth Legacy Kilometers“ für je 3000 Dollar vermarktet. Diese Vermarktung löste erhebliche Proteste in Griechenland aus, weshalb der dort geplante viertägige Staffellauf zwischen Olympia und Athen abgesagt wurde. Das olympische Feuer wurde am 7. Mai 1984 im antiken Olympia unter Ausschluss der Öffentlichkeit von der griechischen Schauspielerin Katerina Didaskalou entzündet. Vor dem Rathaus von Archea Olymbia fand zeitgleich eine Protestkundgebung gegen die Vermarktung des Fackellaufes statt, zu der der Bürgermeister des Ortes aufgerufen hatte. Die Fackel wurde per Helikopter nach Athen transportiert und anschließend mit einem Flugzeug nach New York überführt. Dort begann am 8. Mai der amerikanische Fackellauf auf dem United Nation Plaza. Die ersten Läufer waren Gina Hemphill – die Enkelin von Jesse Owens – und Bill Thorpe Jr. – der Enkel von Jim Thorpe. Zwei Stunden nach Beginn des Fackellaufs verkündete die Sowjetunion ihren Boykott der Spiele von Los Angeles (→Boykott).
Der Lauf führte durch 33 Bundesstaaten der USA und durch Washington, D.C. und besuchte 41 der größten Städte des Landes. Am 28. Juli erreichte das olympische Feuer Los Angeles. Die Vermarktung des Fackellaufs brachte 10.950.567,68 Dollar ein, die an die YMCA, US-amerikanische Boys Clubs und Girls Clubs, die Special Olympics und weitere Begünstigte ausgeschüttet wurden.

## Teilnehmer

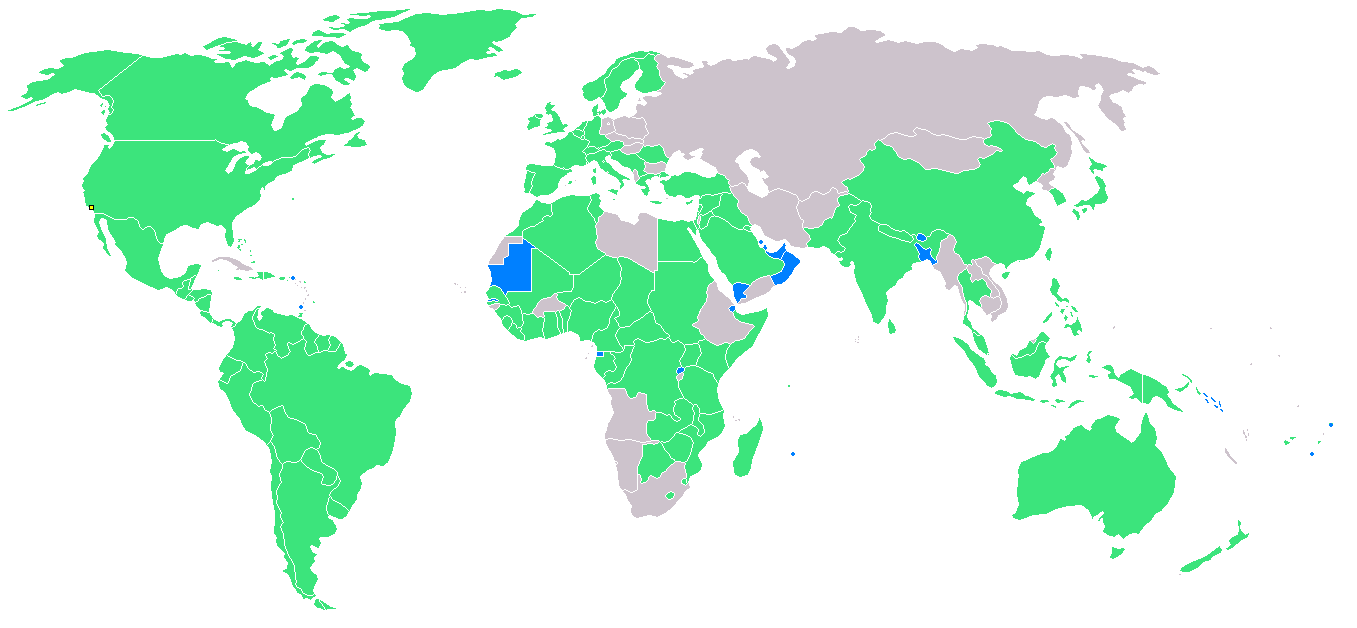
Teilnehmende Nationen an den Olympischen Sommerspielen 1984. Blau dargestellt sind Länder, die erstmals teilnahmen, grün Länder, die bereits zuvor teilgenommen hatten.

An den Olympischen Spielen 1984 in Los Angeles nahmen 140 Mannschaften mit insgesamt 6797 Sportlern teil, davon waren 5230 Männer und 1567 Frauen. Nach dem Olympiaboykott bei den Olympischen Sommerspielen 1980 in Moskau und nach einigen Zwischenfällen, die die Zusage der UdSSR zur Teilnahme an den Spielen gefährdeten, erklärte die Sowjetunion am 8. Mai 1984 ihren Boykott der Spiele von Los Angeles. Dem schlossen sich 18 weitere NOKs an (→ Boykott).
Dennoch brachen die Spiele von Los Angeles mit 140 teilnehmenden Mannschaften den Rekord von 121, der seit den Olympischen Sommerspielen 1972 in München bestand. In der Zwischenzeit hatten die „Boykottspiele“ 1976 und 1980 eine Zunahme der teilnehmenden Mannschaften verhindert. Erstmalige Teilnehmer waren die Mannschaften Äquatorialguinea, Bahrain, Bangladesch, Bhutan, Britische Jungferninseln, Dschibuti, Gambia, Grenada, Jemenitische Arabische Republik, Katar, Mauretanien, Mauritius, Oman, Ruanda, Salomonen, Tonga, Vereinigte Arabische Emirate, Volksrepublik China und Westsamoa. Besondere Aufmerksamkeit wurde dabei der Volksrepublik China zuteil, die zuvor aus Protest gegen die Zulassung der Republik China (Taiwan) nicht an Olympischen Spielen teilgenommen hatte. Diese startete in Los Angeles zwar auch, aber unter dem Kompromissnamen Chinesisch Taipeh. Algerien, die Dominikanische Republik, die Elfenbeinküste, Sambia und Syrien gewannen jeweils ihre erste olympische Medaille, Marokko, Portugal und die Volksrepublik China jeweils ihr erstes olympisches Gold.
Der Rekord für die Anzahl teilnehmender Sportler konnte jedoch nicht gebrochen werden. Er verblieb mit 7132 bei München. Bei den Olympischen Sommerspielen 1988 wurden dann beide Rekorde übertroffen.
| Europa (2748 Athleten aus 27 Nationen) | Europa (2748 Athleten aus 27 Nationen) | Europa (2748 Athleten aus 27 Nationen) |
| --- | --- | --- |
| - Andorra (2) - Belgien (67) - Dänemark (63) - BR Deutschland (394) - Finnland (88) - Frankreich (243) - Griechenland (51) - Großbritannien (338) - Irland (43)                                                                                    | - Island (32) - Israel (31) - Italien (305) - Jugoslawien (143) - Liechtenstein (7) - Luxemburg (5) - Malta (8) - Monaco (8) - Niederlande (127) - Norwegen (104)                                               | - Österreich (102) - Portugal (39) - Rumänien (125) - San Marino (19) - Schweden (176) - Schweiz (129) - Spanien (185) - Türkei (47) - Zypern (10)                                                                             |
| Amerika (2016 Athleten aus 36 Nationen) | | |
| - Amerikanische Jungferninseln (33) - Antigua und Barbuda (13) - Argentinien (87) - Bahamas (22) - Barbados (16) - Belize (11) - Bermuda (12) - Bolivien (12) - Brasilien (151) - Britische Jungferninseln * (9) - Cayman Islands (8) - Chile (57) | - Costa Rica (28) - Dominikanische Republik (39) - Ecuador (10) - El Salvador (10) - Grenada (7) - Guatemala (24) - Guyana(6) - Haiti (4) - Honduras (12) - Jamaika (45) - Kanada (439) - Kolumbien (37)        | - Mexiko (99) - Nicaragua (25) - Niederländische Antillen (8) - Panama (8) - Paraguay (14) - Peru (38) - Puerto Rico (51) - Suriname (5) - Trinidad und Tobago (16) - Uruguay (19) - Vereinigte Staaten (615) - Venezuela (26) |
| Asien (1163 Athleten aus 28 Nationen) | | |
| - Bahrain * (10) - Bangladesch * (1) - Bhutan * (6) - Birma (1) - China, Volksrepublik * (219) - Chinesisch Taipeh * (59) - Hongkong (48) - Indien (48) - Indonesien (16) - Irak (24)                                                              | - Japan (247) - Jemen, Arab. Rep. * (2) - Jordanien (12) - Katar * (27) - Korea, Republik (204) - Kuwait (23) - Libanon (21) - Malaysia (21) - Nepal (11) - Oman * (16)                                         | - Pakistan (29) - Philippinen (20) - Saudi-Arabien (40) - Singapur (5) - Sri Lanka (4) - Syrien (7) - Thailand (35) - Verein. Arab. Emirate * (7)                                                                              |
| Afrika (509 Athleten aus 41 Nationen) | | |
| - Ägypten (114) - Algerien (32) - Äquatorialguinea * (5) - Benin (3) - Botswana (7) - Dschibuti * (3) - Elfenbeinküste (12) - Gabun (4) - Gambia * (7) - Ghana (23) - Guinea (3) - Kamerun (4) - Kenia (4) - Kongo, Volksrepublik (10)             | - Lesotho (4) - Liberia (9) - Madagaskar (4) - Malawi (15) - Mali (4) - Marokko (8) - Mauretanien * (4) - Mauritius * (4) - Mosambik (9) - Niger (3) - Nigeria (33) - Ruanda * (3) - Sambia (16) - Senegal (24) | - Seychellen (9) - Sierra Leone (7) - Simbabwe (16) - Somalia (7) - Sudan (5) - Swasiland (8) - Tansania (18) - Togo (6) - Tschad (3) - Tunesien (23) - Uganda (26) - Zaire (8) - Zentralafrikanische Republik (2)             |
| Ozeanien (416 Athleten aus 7 Nationen) | | |
| - Australien (246) - Fidschi (15) - Neuseeland (130) | - Papua-Neuguinea (7) - Salomonen * (3) - Tonga * (7) | - Westsamoa * (8) |
| (Anzahl der Athleten) * erstmalige Teilnahme an Sommerspielen | | |

## Zeremonien

### Eröffnungsfeier

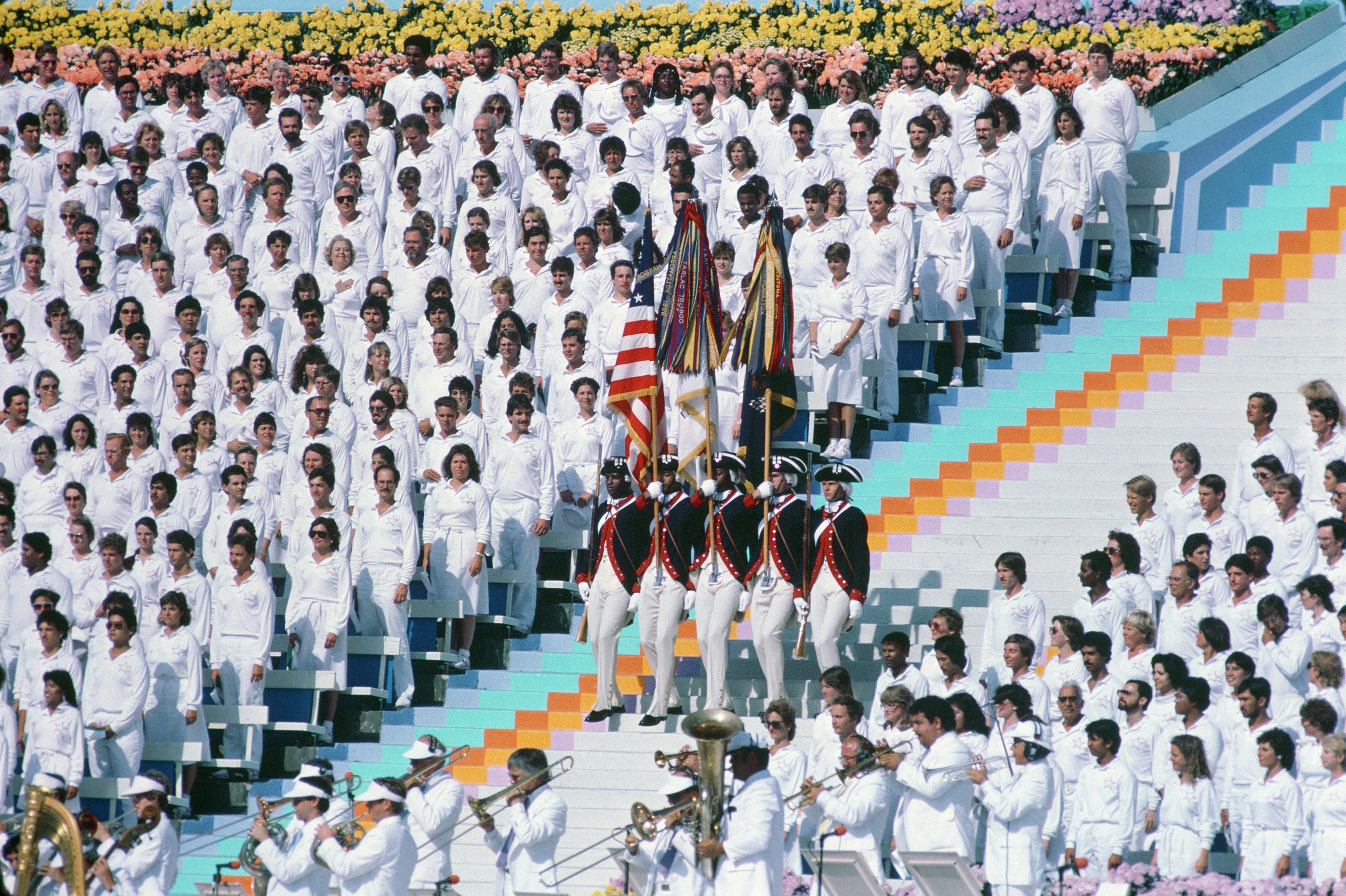
Darsteller in Uniformen aus der Zeit der Amerikanischen Revolution.

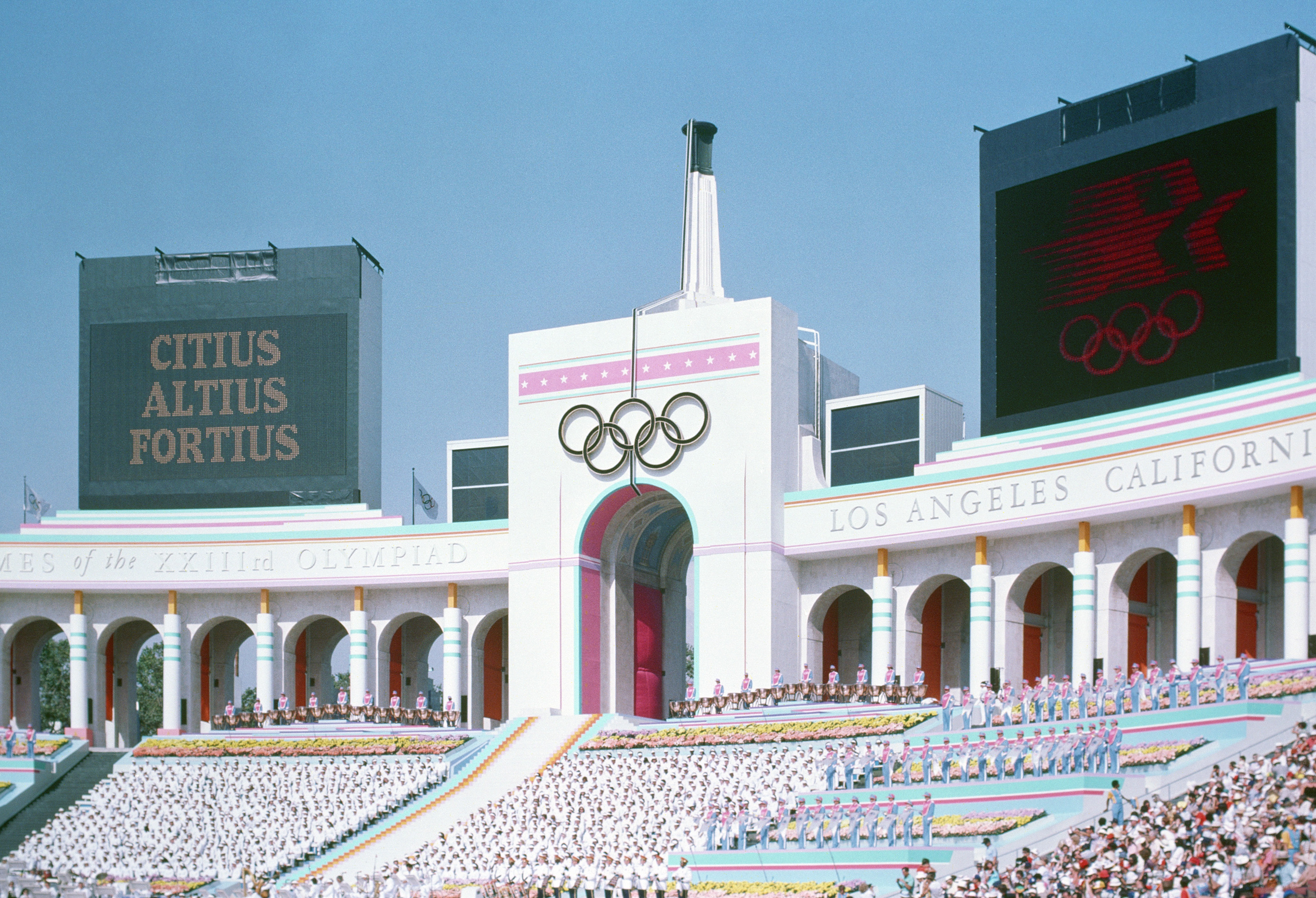
Der Fackelturm während der Eröffnungsfeier.

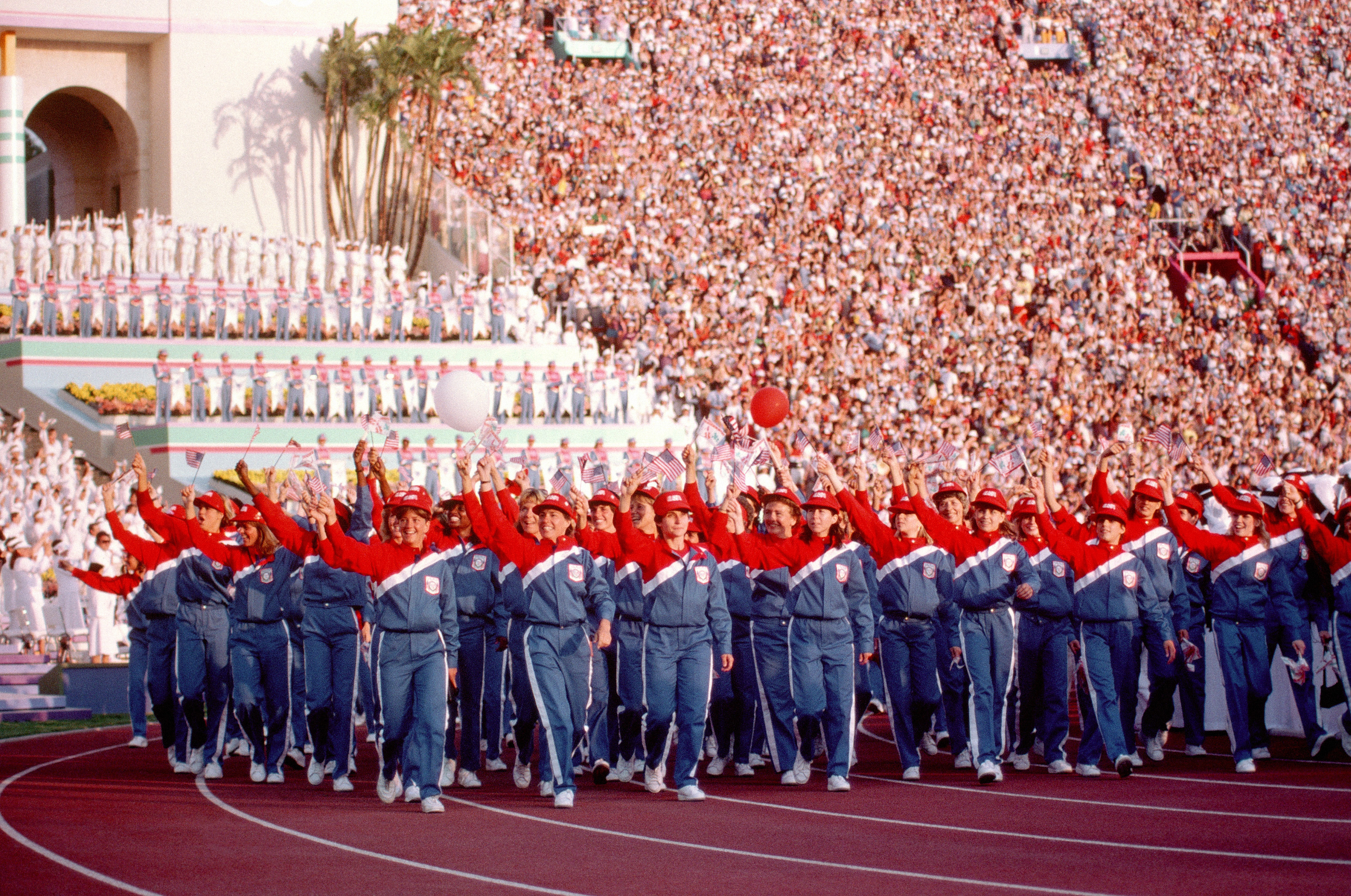
Der Einmarsch der amerikanischen Mannschaft.

Am 28. Juli um 16:36 Uhr begann die Eröffnungsfeier der Olympischen Sommerspiele 1984, die im Los Angeles Memorial Coliseum stattfand. Zu Beginn der Veranstaltung spielten 110 Trompeter und 20 Kesselpaukisten das „Los Angeles Olympic Theme“. Das Musikstück war von John Williams komponiert worden, der dafür einen Grammy erhielt. Anschließend schrieben fünf Flugzeuge den Schriftzug „Welcome“ in den Himmel und ein „Rocketman“, der einen Raketenrucksack trug und auf dessen Rücken ebenfalls „Welcome“ geschrieben stand, landete im Stadion.
Das erste Tanzelement war eine von 1262 Tänzern präsentierte Choreographie mit weißen und goldenen Ballons als Requisiten zu einem dafür eigens geschriebenen „Welcome“-Lied. Dabei bildeten sie verschiedene Formationen, unter anderem die olympischen Ringe. Während dieser Sequenz der Veranstaltung wurden auf der Videoleinwand Filme eingespielt, die winkende Bürger von Los Angeles zeigten. Zum Ende dieses Teils der Eröffnungsfeier ließen die Tänzer die Ballons, von denen sich Spruchbänder mit dem Wort „Willkommen“ in 23 Sprachen entrollten, fliegen. An diesen Auftakt anschließend nahmen der US-Präsident Ronald Reagan, der IOC-Präsident Samaranch und der LAOOC-Präsident Ueberroth ihre Plätze ein. Die Hymne der USA wurde gespielt und die Flagge gehisst. Dann lief eine Marschkapelle mit 800 Musikern in das Stadion ein und es folgte eine 30-minütige Vorführung mit dem Titel Music of America. Es wurden unter anderem die Entwicklung der Marschmusik vorgeführt sowie die Entwicklung des Jazz und der Big Bands präsentiert. Zum Finale dieses Abschnittes traten alle mitwirkenden Künstler zusammen auf und ein Teil von ihnen bildete den Umriss der Vereinigten Staaten. An diese Vorstellung schloss sich eine Zuschauerchoreographie an, bei der die rund 85.000 Gäste im Los Angeles Memorial Coliseum zu festgelegten Zeitpunkten farbige Plastikkarten hoben, um dadurch die Flaggen aller teilnehmenden NOKs abzubilden.
Anschließend wurde der offizielle Teil des Programms begangen. Der Präsident des IOC übergab die olympische Flagge an den Bürgermeister von Los Angeles, Tom Bradley. Dieser gab sie dann an den Chairman des LAOOC, Paul Ziffren, weiter. An dieser Übergabezeremonie waren mit Aileen Riggin und Alice Lord zwei Teilnehmer der 1920er-Spiele beteiligt, bei denen die Flagge erstmals eingesetzt worden war. Dann wurde erneut das „Los Angeles Olympic Theme“ gespielt, woran sich der Einmarsch der Athleten anschloss. Griechenland marschierte entsprechend der Tradition als erste Mannschaft ins Stadion, ihr folgten die weiteren in alphabetischer Reihenfolge ihrer englischen Schreibweise. Als Letztes zog die Gastgebermannschaft USA ein. Nach diesem 1 Stunde und 22 Minuten dauernden Programmpunkt, der die geplante Dauer lediglich um zwei Minuten überschritt, hieß der LAOOC-Präsident Ueberroth die Athleten in Los Angeles willkommen, nahm in seiner Ansprache auf den Fackellauf Bezug und dankte der Bevölkerung Südkaliforniens. Dann stellte er den IOC-Präsidenten Samaranch vor. Samaranch betonte den Rekord von 140 teilnehmenden NOKs und bezog sich anschließend auf den Boykott:

“May I extend a warm welcome to all the athletes and officials. I am sure that they will compete and participate in the true Olympic spirit of cooperation, understanding and friendship without any political influence. Nevertheless, our thoughts also go to those athletes who have not been able to join us.”

„Darf ich allen Athleten und Offiziellen ein warmes Willkommen aussprechen. Ich bin sicher, dass sie im wahren olympischen Geist der Kooperation, des Verständnisses und der Freundschaft antreten und teilnehmen werden, ohne politischen Einfluss. Trotzdem gelten unsere Gedanken jenen Athleten, denen es nicht möglich war, mit uns zusammenzukommen.“

Anschließend gab Samaranch das Wort an Ronald Reagan weiter, den ersten US-Präsidenten, dem die Ehre zuteilwurde, die Olympischen Spiele offiziell für eröffnet zu erklären. Danach trugen Wyomia Tyus, John Naber, Parry O’Brien, Al Oerter, Bruce Jenner, Bill Thorpe Jr., Billy Mills und Mack Robinson die olympische Flagge in das Stadion. Während diese gehisst wurde, erklang die olympische Hymne. 4000 Tauben wurden anschließend als Symbole des Friedens freigelassen. Dann lief Jesse Owens’ Enkelin Gina Hemphill, die bereits den Fackellauf in New York begonnen hatte, mit der Fackel ins Los Angeles Memorial Coliseum ein und absolvierte dort eine Stadionrunde. Sie übergab das Feuer an Rafer Johnson, der es eine Treppe hinauftrug, um dort die olympischen Ringe zu entzünden, bevor letztendlich das olympische Feuer entbrannte. Dann stellten sich die Flaggenträger im Halbkreis um das Rednerpodest auf, wo Edwin Moses für die Athleten und Sharon Weber für die Kampfrichter den olympischen Eid sprachen.
2000 Statisten aus verschiedenen Ländern betraten das Stadion in ihren traditionellen Kostümen und bildeten einen Kreis um die Athleten. Danach nahm ein Kinderchor seinen Platz auf der Treppe ein und sang die Ode an die Freude von Ludwig van Beethoven. Zum Finale der Eröffnungsfeier trat Vicki McClure, eine Supermarkt-Kassiererin aus Los Angeles, aus dem Chor hervor und trug den Diana-Ross-Song „Reach Out and Touch (Somebody's Hand)“ vor, wobei sich viele Zuschauer und Sportler bei den Händen fassten und mitsangen.

### Schlussfeier
Die Schlussfeier begann am 12. August 1984 um 18:45 Uhr im Los Angeles Memorial Coliseum. Vor der Abschlusszeremonie wurden die Siegerehrungen des kurz zuvor beendeten Marathonlaufs der Männer und des Einzelwettbewerbs im Springreiten durchgeführt. Danach lief eine Marschkapelle gefolgt von den Athleten in das Stadion ein. Erstmals war es vom IOC erlaubt worden, dass alle Athleten und nicht nur kleine Delegationen bei der Schlussfeier einmarschieren durften. Da die Sportler ausgelassen tanzten und feierten, dauerte dieser Programmpunkt mit 28 Minuten deutlich länger als geplant. Im Anschluss daran wurden die Flaggen von Griechenland, den USA und dem Gastgeberland der folgenden Olympischen Sommerspiele Südkorea gehisst und deren Hymnen gespielt. Dem folgte die Übergabe der Olympiaflagge von Tom Bradley, dem Bürgermeister von Los Angeles, an Bo Hyun-yum, den Bürgermeister von Seoul. Es war das erste Mal, dass diese Übergabe in einer Schlussfeier durchgeführt wurde. Anschließend führte das Seoul City Dance Theatre einen traditionellen koreanischen Tanz auf, während das Dance Theatre of Harlem das Finale des „Stars and Stripes Ballet“ aufführte.
Es folgte der Höhepunkt der Schlussveranstaltung mit den Reden des LAOOC-Präsidenten Ueberroth und des IOC-Präsidenten Samaranch. Ueberroth bezeichnete die Gruppe der Sportler als die beste, die die Welt je gesehen habe, und betonte die hohe Zuschauerzahl der internationalen Fernsehübertragungen: “More people around the world watched your efforts and your struggles than any event in the history of mankind.” (Peter Ueberroth, deutsch: „Mehr Menschen auf der ganzen Welt haben ihre Bemühungen und Anstrengungen gesehen als bei irgendeinem Ereignis in der Geschichte der Menschheit [zuvor].“) Dann gab er das Wort an Samaranch weiter, der Ueberroth den Olympischen Orden in Gold verlieh. In seiner Ansprache dankte der IOC-Präsident unter anderem den freiwilligen Helfern, den Sportlern, den Medien, dem LAOOC, dem Staat Kalifornien und der Ausrichterstadt für die Durchführung der Spiele, die er als „perfekt“ beschrieb. Samaranch erklärte die Olympischen Spiele von Los Angeles für beendet und lud die Jugend der Welt zu den Olympischen Sommerspielen 1988 in Seoul ein. Danach wurde es im Stadion dunkel, während die olympische Fahne bei ihrer Einholung und dem Heraustragen aus dem Stadion angestrahlt wurde. Der Schauspieler Richard Basehart las ein Textfragment vor, das der griechische Dichter Pindar für die Spiele von Delphi verfasst hatte. Kurz danach wurde die olympische Flamme kleiner und erlosch.
Anschließend war zur Inszenierung ein blinkendes Raumschiff über dem dunklen, mit Lichtblitzen durchzuckten Stadion zu sehen. Am Fuß des olympischen Feuers erschien ein „Alien“, der verkündete, er sei den langen Weg gekommen, weil ihm das, was er sehen konnte, gefallen habe (“I’ve come a long way because I like what I’ve seen.”). Dann verschwand er wieder, und ein 30 Minuten dauerndes Feuerwerk mit Musikuntermalung begann, das alle vorherigen Austragungsorte symbolisierte. Zuletzt sang Lionel Richie, begleitet von 300 Tänzern, eine eigens arrangierte 9-Minuten-Version von All Night Long (All Night).

## Wettkampfprogramm
In Los Angeles gab es in 21 Sportarten/29 Disziplinen insgesamt 221 Wettbewerbe (146 für Männer, 62 für Frauen und 13 offene Wettbewerbe). Das waren 18 Wettbewerbe und 2 Disziplinen mehr als in Moskau 1980 – die Anzahl der Sportarten blieb gleich.
Daneben gab es die Demonstrationssportarten Baseball und Tennis. Als Vorführungen waren Rollstuhlrennen und Windsurfen zu sehen, wobei sich bei letzterem das eingesetzte Sportgerät von dem der Windsurfwettbewerbe des offiziellen Programms unterschied.
Insgesamt 5.017.524 Zuschauer verfolgten die Wettkämpfe und Zeremonien. Das Fußballturnier war mit 1.422.605 Zuschauern am populärsten, gefolgt von der Leichtathletik mit insgesamt 1.129.485 Zuschauern.
Nachfolgend die Änderungen zu den vorherigen Olympischen Sommerspielen im Detail:
- Im Boxen wurde bei den Männern eine Gewichtsklasse (Superschwergewicht) hinzugefügt.
- Im Kanu wurde das Programm um K4 500 m für Frauen erweitert.
- In der Leichtathletik erweiterte man das Programm bei den Frauen um 400 m Hürden, 3000 m und den Marathon. Darüber hinaus ersetzte der Siebenkampf den Fünfkampf bei den Frauen.
- Im Bahnradsport kam das Punktefahren der Männer hinzu – auf der Straße kam es zum Debüt für die Frauen.
- Beim Schießen wurden die offenen Wettkämpfe Trap, Schnellfeuerpistole, Kleinkalibergewehr liegend, 50 m, Kleinkalibergewehr Laufende Scheibe 50 m und Freie Pistole 50 m in Männerwettkämpfe umgewandelt. Der offene Wettkampf Kleinkalibergewehr Dreistellungskampf wurde in einen Männer- und einen Frauenwettkampf gesplittet. Darüber hinaus kam Luftgewehr für Männer und Frauen hinzu – und Sportpistole für Frauen.
- Beim Schwimmen wurde das Programm um die 4 × 100-m-Freistilstaffel für Männer erweitert – sowie die 200 m Lagen für Männer und Frauen nach zweimaliger Pause wiedereingeführt. Darüber hinaus wurde das Programm im Schwimmsport um die Disziplin Synchronschwimmen für Frauen (Duett und Solo) vergrößert.
- Im Segeln wurde zum ersten Mal eine Bootsklasse eingeführt, die nicht für beide Geschlechter offen war – Windsurfing (Board Windglider) für Männer wurde dem Wettkampfprogramm hinzugefügt.
- Im Turnsport wurde für Frauen die Disziplin Rhythmische Sportgymnastik mit einem Einzelwettbewerb ins Programm aufgenommen.

### Olympische Sportarten/Disziplinen
- Basketball Gesamt (2) = Männer (1)/Frauen (1)
- Bogenschießen Gesamt (2) = Männer (1)/Frauen (1)
- Boxen Gesamt (12) = Männer (12)
- Fechten Gesamt (8) = Männer (6)/Frauen (2)
- Fußball Gesamt (1) = Männer (1)
- Gewichtheben Gesamt (10) = Männer (10)
- Handball Gesamt (2) = Männer (1)/Frauen (1)
- Hockey Gesamt (2) = Männer (1)/Frauen (1)
- Judo Gesamt (8) = Männer (8)
- Kanu Gesamt (12) = Männer (9)/Frauen (3)
- Leichtathletik Gesamt (41) = Männer (24)/Frauen (17)
- Moderner Fünfkampf Gesamt (2) = Männer (2)
- Radsport
  -  Bahn Gesamt (5) = Männer (5)
  -  Straße Gesamt (3) = Männer (2)/Frauen (1)
- Reiten
  -  Dressur Gesamt (2) = Offen (2)
  -  Springen Gesamt (2) = Offen (2)
  -  Vielseitigkeit Gesamt (2) = Offen (2)
- Ringen
  -  Freistil Gesamt (10) = Männer (10)
  -  Griechisch-römisch Gesamt (10) = Männer (10)
- Rudern Gesamt (14) = Männer (8)/Frauen (6)
- Schießen Gesamt (11) = Männer (7)/Frauen (3)/Offen (1)
- Schwimmsport
  -  Schwimmen Gesamt (29) = Männer (15)/Frauen (14)
  -  Synchronschwimmen Gesamt (2) = Frauen (2)
  -  Wasserball Gesamt (1) = Männer (1)
  -  Wasserspringen Gesamt (4) = Männer (2)/Frauen (2)
- Segeln Gesamt (7) = Männer (1)/Offen (6)
- Turnsport
  -  Kunstturnen Gesamt (14) = Männer (8)/Frauen (6)
  -  Rhythmische Sportgymnastik Gesamt (1) = Frauen (1)
- Volleyball Gesamt (2) = Männer (1)/Frauen (1)

Anzahl der Wettkämpfe in Klammern

### Zeitplan
| Zeitplan                  | Zeitplan                   | Zeitplan | Zeitplan | Zeitplan | Zeitplan | Zeitplan | Zeitplan | Zeitplan | Zeitplan | Zeitplan | Zeitplan | Zeitplan | Zeitplan | Zeitplan | Zeitplan | Zeitplan | Zeitplan | Zeitplan           | Zeitplan  | Zeitplan |
| Disziplin                 | Disziplin                  | Sa. 28.  | So. 29.  | Mo. 30.  | Di. 31.  | Mi. 1.   | Do. 2.   | Fr. 3.   | Sa. 4.   | So. 5.   | Mo. 6.   | Di. 7.   | Mi. 8.   | Do. 9.   | Fr. 10.  | Sa. 11.  | So. 12.  | Ent- schei- dungen | Zuschauer |          |
| Disziplin                 | Disziplin                  | Juli     | Juli     | Juli     | Juli     | August   | August   | August   | August   | August   | August   | August   | August   | August   | August   | August   | August   | Ent- schei- dungen | Zuschauer |          |
| ------------------------- | -------------------------- | -------- | -------- | -------- | -------- | -------- | -------- | -------- | -------- | -------- | -------- | -------- | -------- | -------- | -------- | -------- | -------- | ------------------ | --------- | -------- |
| Eröffnungsfeier           | Eröffnungsfeier            |          |          |          |          |          |          |          |          |          |          |          |          |          |          |          |          |                    | 92.655    |          |
| Basketball                | Basketball                 |          |          |          |          |          |          |          |          |          |          | 1        |          |          | 1        |          |          | 2                  | 363.093   |          |
| Bogenschießen             | Bogenschießen              |          |          |          |          |          |          |          |          |          |          |          |          |          |          | 2        |          | 2                  | 25.396    |          |
| Boxen                     | Boxen                      |          |          |          |          |          |          |          |          |          |          |          |          |          |          | 12       |          | 12                 | 230.906   |          |
| Fechten                   | Fechten                    |          |          |          |          |          | 1        | 1        | 1        | 1        |          | 1        | 1        | 1        |          | 1        |          | 8                  | 40.441    |          |
| Fußball                   | Fußball                    |          |          |          |          |          |          |          |          |          |          |          |          |          |          | 1        |          | 1                  | 1.422.605 |          |
| Gewichtheben              | Gewichtheben               |          | 1        | 1        | 1        | 1        | 1        |          | 1        | 1        | 1        | 1        | 1        |          |          |          |          | 10                 | 42.736    |          |
| Handball                  | Handball                   |          |          |          |          |          |          |          |          |          |          |          |          | 1        |          | 1        |          | 2                  | 69.352    |          |
| Hockey                    | Hockey                     |          |          |          |          |          |          |          |          |          |          |          |          |          | 1        | 1        |          | 2                  | 150.732   |          |
| Judo                      | Judo                       |          |          |          |          |          |          |          | 1        | 1        | 1        | 1        | 1        | 1        | 1        | 1        |          | 8                  | 34.400    |          |
| Kanu                      | Kanu                       |          |          |          |          |          |          |          |          |          |          |          |          |          | 6        | 6        |          | 12                 | 54.144    |          |
| Leichtathletik            | Leichtathletik             |          |          |          |          |          |          | 2        | 3        | 5        | 7        |          | 4        | 2        | 5        | 11       | 1        | 41                 | 1.129.485 |          |
| Moderner Fünfkampf        | Moderner Fünfkampf         |          |          |          |          |          | 2        |          |          |          |          |          |          |          |          |          |          | 2                  | 21.588    |          |
| Radsport                  | Bahn                       |          |          | 1        |          | 1        |          | 3        |          |          |          |          |          |          |          |          |          | 5                  | 42.000    |          |
| Radsport                  | Straße                     |          | 2        |          |          |          |          |          |          | 1        |          |          |          |          |          |          |          | 3                  | 42.000    |          |
| Reitsport                 | Dressur                    |          |          |          |          |          |          |          |          |          |          |          |          | 1        | 1        |          |          | 2                  | 282.372   |          |
| Reitsport                 | Springen                   |          |          |          |          |          |          |          |          |          |          | 1        |          |          |          |          | 1        | 2                  | 282.372   |          |
| Reitsport                 | Vielseitigkeit             |          |          |          |          |          |          | 2        |          |          |          |          |          |          |          |          |          | 2                  | 282.372   |          |
| Ringen                    | Freistil                   |          |          |          |          |          |          |          |          |          |          |          |          | 3        | 3        | 4        |          | 10                 | 105.380   |          |
| Ringen                    | Griech.-röm.               |          |          |          |          | 3        | 3        | 4        |          |          |          |          |          |          |          |          |          | 10                 | 105.380   |          |
| Rudern                    | Rudern                     |          |          |          |          |          |          |          | 6        | 8        |          |          |          |          |          |          |          | 14                 | 68.385    |          |
| Schießen                  | Schießen                   |          | 2        | 1        | 3        | 1        | 2        | 1        | 1        |          |          |          |          |          |          |          |          | 11                 | 24.826    |          |
| Schwimmsport              | Schwimmen                  |          | 4        | 5        | 5        |          | 5        | 5        | 5        |          |          |          |          |          |          |          |          | 29                 | 305.896   |          |
| Schwimmsport              | Synchronschwimmen          |          |          |          |          |          |          |          |          |          |          |          |          | 1        |          |          | 1        | 2                  | 305.896   |          |
| Schwimmsport              | Wasserball                 |          |          |          |          |          |          |          |          |          |          |          |          |          | 1        |          |          | 1                  | 305.896   |          |
| Schwimmsport              | Wasserspringen             |          |          |          |          |          |          |          |          |          | 1        |          | 1        |          | 1        |          | 1        | 4                  | 305.896   |          |
| Segeln                    | Segeln                     |          |          |          |          |          |          |          |          |          |          |          | 7        |          |          |          |          | 7                  | 0         |          |
| Turnsport                 | Kunstturnen                |          |          |          | 1        | 1        | 1        | 1        | 6        | 4        |          |          |          |          |          |          |          | 14                 | 137.229   |          |
| Turnsport                 | Rhythmische Sportgymnastik |          |          |          |          |          |          |          |          |          |          |          |          |          | 1        |          |          | 1                  | 137.229   |          |
| Volleyball                | Volleyball                 |          |          |          |          |          |          |          |          |          |          | 1        |          |          |          | 1        |          | 2                  | 300.428   |          |
| Schlussfeier              | Schlussfeier               |          |          |          |          |          |          |          |          |          |          |          |          |          |          |          |          |                    | 90.861    |          |
| Demonstrationswettbewerbe |                            |          |          |          |          |          |          |          |          |          |          |          |          |          |          |          |          |                    |           |          |
| Baseball                  | Baseball                   |          |          |          |          |          |          |          |          |          |          | 1        |          |          |          |          |          |                    |           |          |
| Tennis                    | Tennis                     |          |          |          |          |          |          |          |          |          |          |          |          |          |          | 2        |          |                    |           |          |
| Entscheidungen            | Entscheidungen             |          | 9        | 8        | 10       | 8        | 15       | 20       | 24       | 20       | 11       | 6        | 16       | 15       | 21       | 34       | 4        | 221                |           |          |
|                           |                            | Sa. 28.  | So. 29.  | Mo. 30.  | Di. 31.  | Mi. 1.   | Do. 2.   | Fr. 3.   | Sa. 4.   | So. 5.   | Mo. 6.   | Di. 7.   | Mi. 8.   | Do. 9.   | Fr. 10.  | Sa. 11.  | So. 12.  |                    |           |          |
| Juli                      | Juli                       | Juli     | Juli     | August   | August   | August   | August   | August   | August   | August   | August   | August   | August   | August   | August   |          |          |                    |           |          |

Farblegende

## Wettbewerbe

### Basketball
In Los Angeles fanden ein Basketballturnier der Herren und eines der Damen statt. Bei den Herren starteten zwölf Mannschaften, wobei die Sowjetunion als Weltmeister von 1982, im Vorfeld als größter Konkurrent des US-Teams angesehen, aufgrund des Boykotts nicht am Start war. Die von Bob Knight trainierte Mannschaft der Vereinigten Staaten, der unter anderem Chris Mullin, Patrick Ewing und Michael Jordan angehörten, geriet in keinem Spiel in Bedrängnis und setzte sich souverän bis zum Olympiasieg durch. Im Finale besiegten die Amerikaner die Mannschaft aus Spanien, in der unter anderem San Epifanio spielte, mit 95:65. Im Spiel um Bronze gewann Jugoslawien mit 88:82 gegen Kanada. Die Mannschaft der BRD, die für die UdSSR nachrücken durfte, erreichte den achten Platz.
Am Damenturnier nahmen nach zwei boykottbedingten Absagen lediglich sechs Mannschaften teil. Mit der UdSSR fehlten die Weltmeisterinnen von 1983, die als härteste Konkurrentinnen der Amerikanerinnen erwartet worden waren. Die Mannschaft der Vereinigten Staaten mit Cheryl Miller und Teresa Edwards bestritt das Turnier souverän. Im Finale gewann sie gegen Südkorea mit 85:55 – ihrem knappsten Sieg im Turnier. Im Spiel um Bronze setzte sich die Volksrepublik China mit 63:57 gegen die Mannschaft aus Kanada durch.
Siehe auch: Olympische Sommerspiele 1984/Basketball

### Bogenschießen
Im Bogenschießen fanden zwei Einzelwettbewerbe statt, an denen insgesamt 62 Männer und 47 Frauen teilnahmen. Im Wettkampf absolvierten die Schützen eine doppelte FITA-Runde mit 144 Pfeilen. Bei den Männern gewann der Amerikaner Darrell Pace mit 2616 Punkten vor seinem Landsmann und häufigen Konkurrenten Richard McKinney, der 2564 Punkte erreichte. Pace stellte damit einen neuen olympischen Rekord auf. Bei der Weltmeisterschaft 1983 hatte sich noch McKinney vor Pace durchgesetzt, weil er bei gleicher Punktzahl zwei Zehnen mehr erzielt hatte, im olympischen Wettkampf fehlte diese Dramatik, weil Pace von der ersten Runde an führte. Die Bronzemedaille ging an den Japaner Hiroshi Yamamoto mit 2563 Punkten. Bei den Frauen holte die erst 17 Jahre alte Südkoreanerin Seo Hyang-soon mit dem olympischen Rekord von 2568 Punkten die Goldmedaille. Silber gewann die Chinesin Li Lingjuan mit 2559, Bronze die Südkoreanerin Kim Jin-ho, die 2555 Punkte erzielte und als Weltmeisterin des Vorjahres und Favoritin angetreten war.
Siehe auch: Olympische Sommerspiele 1984/Bogenschießen

### Boxen

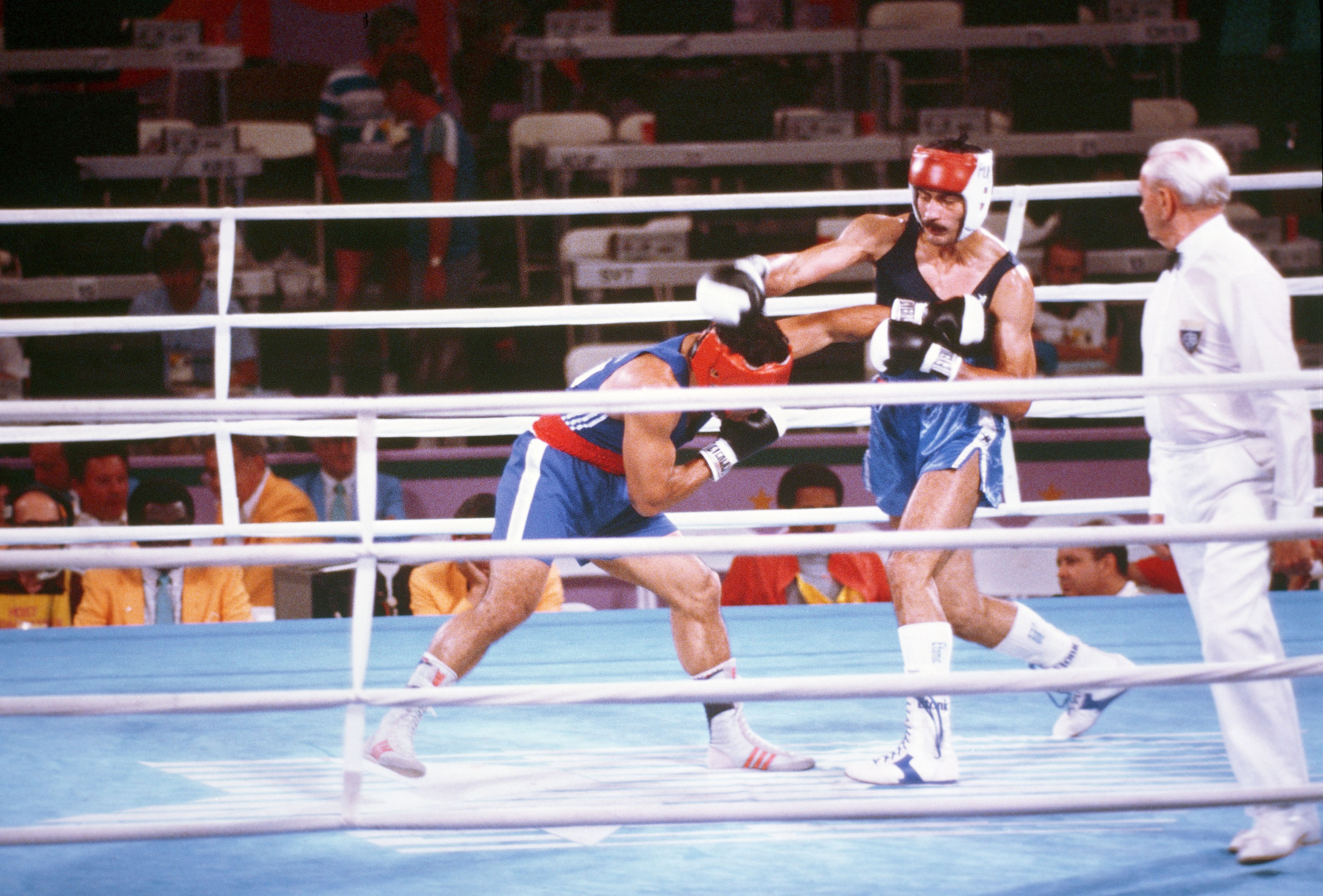
Der Kampf zwischen dem Puerto-Ricaner Arístides González (rechts) gegen Paulo Tuvale aus Westsamoa.

Insgesamt starteten in den Boxturnieren 354 Boxer aus 81 Ländern. Neun der zwölf Titel gingen an die Vereinigten Staaten, deren Boxer zudem eine Silber- und eine Bronzemedaille holten. Insgesamt waren die Boxwettkämpfe von parteiischen und falschen Schiedsrichterentscheidungen überschattet. So stellte sich im Nachhinein heraus, dass sich der Amerikaner Paul Gonzales Jr., der im Leichtfliegengewicht die Goldmedaille geholt hatte und den Val-Barker-Pokal für den technisch besten Boxer verliehen bekam, im Kampf gegen den Südkoreaner Kim in der ersten Runde des Turniers die Hand gebrochen hatte. Er hätte somit nicht weiter starten dürfen, jedoch fiel dies keinem Ringrichter auf. Besondere Brisanz erhielt diese Tatsache dadurch, dass sein Finalgegner, Salvatore Todisco aus Italien, aufgrund einer gebrochenen Hand nicht mehr antreten durfte und Gonzales somit Gold kampflos gewann. Nachdem im Achtelfinale des Halbweltergewichts der Nigerianer Charles Nwokolo dem Puerto Ricaner Jorge Maisonet mit einem umstrittenen 3:2-Kampfrichterentscheid unterlag, bewarfen Zuschauer das Kampfgericht sogar mit Tierexkrementen und der Präsident des nigerianischen Boxverbandes bedrohte die Kampfrichter mit einem Gehstock. Im Vorfeld der Olympischen Spiele von Los Angeles hatte die AIBA beschlossen, dass 3:2-Kampfrichterurteile von einer Jury mit 5:0 gekippt werden konnten. Da ein Jurymitglied in 19 von 20 Fällen mit seiner Bewertung falschlag, wurde diese Regelung nach den Spielen wieder abgeschafft.
Siehe auch: Olympische Sommerspiele 1984/Boxen

### Fechten
In Los Angeles gingen insgesamt 202 Männer und 60 Frauen in den Fechtwettbewerben an den Start. Dominierende Nationen waren Italien mit drei Gold-, einer Silber- und zwei Bronzemedaillen und Frankreich mit zwei Gold-, einer Silber- und drei Bronzemedaillen. Dahinter lag die BRD mit zwei Titeln und drei zweiten Plätzen. Die Fechter dieser Mannschaften machten die Wettbewerbe größtenteils untereinander aus. Eine der wenigen Überraschungen war der Schwede Björne Väggö, der als 44. der Weltrangliste in Los Angeles gestartet war und schließlich Silber im Degeneinzel gewann. Im Floretteinzel der Frauen gewann die Chinesin Luan Jujie mit 8:3 gegen die Deutsche Cornelia Hanisch die Goldmedaille. Die Chinesin war zuvor 1981 Vizeweltmeisterin hinter Hanisch und 1983 Bronzemedaillengewinnerin. Die Bronzemedaille ging an die Italienerin Dorina Vaccaroni, die im Gefecht um Platz drei die Rumänin Elisabeta Guzganu bezwang. Den Mannschaftswettbewerb gewannen die deutschen Fechterinnen vor Rumänien und Frankreich.
Siehe auch: Olympische Sommerspiele 1984/Fechten

### Fußball
Am olympischen Fußballturnier nahmen 16 Mannschaften teil. Die FIFA hatte nach der Lockerung des Amateurparagraphen beschlossen, dass alle Spieler, die nach dem 1. Juni 1961 geboren worden waren, teilnehmen durften. Für Mannschaften aus Südamerika und Europa galt zudem, dass ihre Spieler noch nie an der Qualifikation oder Endrunde der Weltmeisterschaft teilgenommen haben durften. Aufgrund des Boykotts waren die Medaillengewinner von 1980, ČSSR, DDR und UdSSR, den Spielen ferngeblieben. Da diese Mannschaften sich neben Jugoslawien und Frankreich in der europäischen Qualifikation durchgesetzt hatten, rückten die BRD, Norwegen und Italien nach. Unter den Teilnehmern hatten daher außer Jugoslawien nur Costa Rica und der Irak bereits am olympischen Fußballturnier 1980 teilgenommen.
Die Brasilianer konnten als erste südamerikanische Mannschaft nach Uruguay und Argentinien bei den Olympischen Sommerspielen 1928 die Vorrunde überstehen. Im Spiel um Bronze unterlag Italien der Mannschaft aus Jugoslawien mit 1:2, nachdem es in der ersten Halbzeit in Führung gelegen hatte. Im Finale gewann das französische Team unter Trainer Henri Michel, in dem unter anderem Albert Rust und Didier Sénac spielten, mit 2:0 gegen Brasilien. Es war der erste Olympiasieg in dieser Sportart für Frankreich und der erste einer westeuropäischen Mannschaft seit den Spielen von London 1948. Sechs Wochen vor dem Endspiel war das französische Team – dem von den Olympiateilnehmern nur Albert Rust angehört hatte – Europameister geworden, sodass Frankreich mit dem Olympiasieg zum einzigen Mal beide Titel in einem Jahr errang.
Siehe auch: Olympische Sommerspiele 1984/Fußball

### Gewichtheben
Im Gewichtheben traten 186 Sportler in zehn Gewichtsklassen an. Diese Sportart war besonders hart von boykottbedingten Ausfällen getroffen. So fehlten 29 der 30 Medaillengewinner von den Spielen in Moskau 1980, von den 100 besten Hebern fehlten 94. Die erfolgreichste Nation war die Volksrepublik China mit vier Gold- und zwei Silbermedaillen in den leichten Gewichtsklassen. Die meisten Medaillen gingen an Rumänien – zwei goldene, fünf silberne und eine bronzene. Im Fliegengewicht gewann der Chinese Zeng Guogiang mit 235 Kilogramm gehobenem Gewicht vor seinem Landsmann Zhou Peishun, der ebenfalls 235 Kilogramm hob, weil er 100 Gramm leichter war, und wurde so mit 19 Jahren der bis dahin jüngste Olympiasieger im Gewichtheben. Mit Karl-Heinz Radschinsky im Mittelgewicht und Rolf Milser im Schwergewicht I konnten zwei Deutsche Goldmedaillen gewinnen, im Superschwergewicht gewann Manfred Nerlinger hinter dem Amerikaner Mario Martinez und dem Olympiasieger Dean Lukin aus Australien Bronze. Lukin war der erste australische Olympiasieger in dieser Sportart.
Siehe auch: Olympische Sommerspiele 1984/Gewichtheben

### Handball
Am Handballturnier der Männer in Los Angeles nahmen zwölf Mannschaften teil. Boykottbedingt traten die Sowjetunion, die DDR, Polen, Ungarn, die Tschechoslowakei und Kuba nicht an und wurden durch fünf Nachrücker aus der Europa-Qualifikation und einem aus Asien ersetzt. So rückten die BRD, die Schweiz, Schweden, Spanien und Island ins Turnier, hinzu kam noch Südkorea. Olympiasieger wurde die Mannschaft aus Jugoslawien, die sich im Finale knapp mit 18:17 gegen die bundesdeutsche Mannschaft unter Trainer Simon Schobel, der unter anderem Andreas Thiel und Jochen Fraatz angehörten, durchsetzen konnte. Mit 23:19 konnte sich Rumänien gegen Dänemark im Spiel um Platz 3 durchsetzen und gewann somit Bronze. Die Schweiz belegte mit einem 18:17 gegen Spanien den siebten Platz.
Im Frauenturnier starteten sechs Mannschaften. Da die UdSSR, die DDR und Ungarn aufgrund des Boykotts nicht starteten, wurden sie durch die BRD, Österreich und Südkorea ersetzt. Der Titel wurde in einer einfachen Runde im Modus jeder gegen jeden ausgespielt. Wie bei den Männern gewann Gold die jugoslawische Mannschaft, die unbesiegt blieb. Dahinter gewannen die Südkoreanerinnen Silber und Bronze ging an die Volksrepublik China. Die deutsche Mannschaft, in der Silvia Schmitt und Petra Platen spielten, erreichte den mit den Amerikanerinnen geteilten vierten Platz. Die Österreicherinnen konnten keines ihrer fünf Spiele gewinnen und nahmen den sechsten Platz ein.
Siehe auch: Olympische Sommerspiele 1984/Handball

### Hockey
Im Hockeyturnier der Männer traten zwölf Mannschaften an, womit sich die Zahl von 1980 verdoppelte. Die Mannschaft der Sowjetunion war aufgrund des Boykotts nicht vertreten und wurde durch Großbritannien ersetzt. Die Briten konnten sich als Erste der Gruppe B noch vor Pakistan für das Halbfinale qualifizieren, unterlagen in diesem jedoch mit 0:1 gegen die BRD. Der Erste der Gruppe A, Australien, verlor sein Halbfinale gegen Pakistan ebenfalls mit 0:1. Im Spiel um Bronze setzte sich die britische Mannschaft mit 3:2 gegen die Australier durch, die 1983 die Champions Trophy in Karatschi vor Pakistan gewonnen hatten. Die deutsche Mannschaft, in der unter anderem Andreas Keller und Carsten Fischer spielten, unterlag im Finale trotz der von Michael Peter zwischenzeitlich erzielten Führung mit 1:2 den Pakistanis. Der Trainer der pakistanischen Mannschaft war Manzoor Hussain Atif, der 1960 als Spieler Olympiasieger geworden war und bereits 1968 die pakistanische Olympiasiegermannschaft trainiert hatte.
Nachdem das Hockeyturnier der Frauen 1980 in Moskau sein Debüt gehabt hatte, nahmen in Los Angeles erstmals Topmannschaften wie die Niederlande, die BRD und Australien teil. Die Titelverteidigerinnen aus Simbabwe waren zwar automatisch qualifiziert, verzichteten jedoch. Der Modus war ein Turnier jeder gegen jeden. Die Niederländerinnen waren als Weltmeisterinnen von 1983 die Favoritinnen und wurden dieser Rolle mit ihrem Olympiasieg auch gerecht. Silber ging an die deutsche Mannschaft und Bronze an die Heimmannschaft aus den Vereinigten Staaten.
Siehe auch: Olympische Sommerspiele 1984/Hockey

### Judo
212 Judoka starteten in acht Gewichtsklassen. Letztmals traten dabei Sportler in der Kategorie „Offene Klasse“ an, die nicht mehr zum Wettkampfprogramm der nächsten Spiele gehörte. Im Judo dominierten die asiatischen Starter. Erfolgreichste Nation war Japan, deren Judoka mit vier Titeln die Hälfte der möglichen Goldmedaillen und zudem eine Bronzemedaille gewannen. Dahinter lag Südkorea mit zwei Gold-, zwei Silber- und einer Bronzemedaille. Die einzigen europäischen Sieger waren der Deutsche Frank Wieneke im Halbmittelgewicht und der Österreicher Peter Seisenbacher im Mittelgewicht. Seisenbacher konnte in Seoul vier Jahre später den Erfolg wiederholen und war damit der Erste, dem dies in der olympischen Geschichte des Judo gelang. Dem Japaner Hitoshi Saitō, der in Los Angeles Gold im Schwergewicht gewonnen hatte, glückte es ebenfalls, seinen Titel zu verteidigen, allerdings erst zwei Tage nach dem Österreicher. Mit Josef Reiter im Halbleichtgewicht, Günther Neureuther im Halb-Schwergewicht und Arthur Schnabel in der offenen Klasse erreichten die deutschsprachigen Judoka zudem dreimal den Bronzerang.
Siehe auch: Olympische Sommerspiele 1984/Judo

### Kanurennsport
Im Kanurennsport starteten insgesamt 195 Fahrer – 158 Männer und 37 Frauen. In Los Angeles war der Viererkajak der Frauen erstmals Teil des Wettkampfprogramms. Die erfolgreichste Nation war Neuseeland mit vier Goldmedaillen. Ian Ferguson gewann drei der Goldmedaillen und zog damit mit Peter Snell, dem bis dahin erfolgreichsten Olympioniken Neuseelands, gleich. Im Canadier-Einer über 1000 Meter gewann der Deutsche Ulrich Eicke Gold vor dem Kanadier Larry Cain und dem Dänen Henning Lynge Jakobsen. Cain wurde über die halbe Distanz Olympiasieger, wobei der Däne dort Silber holte. Die dominierende Kanutin war Agneta Andersson aus Schweden. Sie gewann Gold im Kajak-Einer und zusammen mit Anna Olsson im Kajak-Zweier, im Kajak-Vierer erreichte sie zudem die Silbermedaille. Im Kajak-Einer ging Silber an die Deutsche Barbara Schüttpelz, die im Zweier mit Josefa Idem Bronze gewann, vor der Niederländerin Annemiek Derckx.
Siehe auch: Olympische Sommerspiele 1984/Kanu

### Leichtathletik

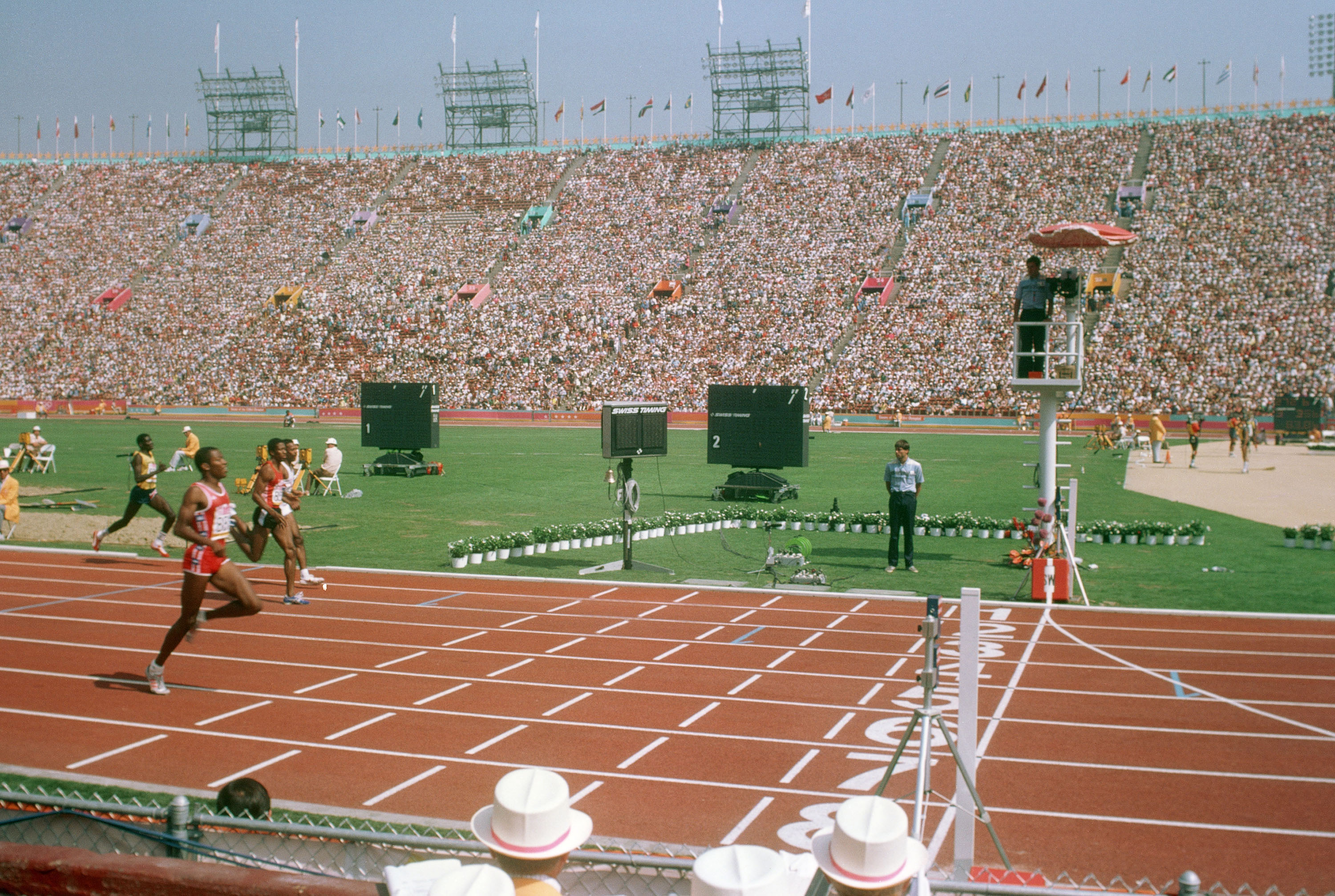
Zieleinlauf eines 400-Meter-Vorlaufs während der Olympischen Sommerspiele 1984.

In den Leichtathletikwettbewerben starteten 1280 Athleten aus 124 Mannschaften – 895 Männer und 385 Frauen. Die dominierende Nation waren die Vereinigten Staaten mit 16 Gold-, 15 Silber- und neun Bronzemedaillen. Sie stellte auch den erfolgreichsten Teilnehmer mit Carl Lewis, der sich im Vorfeld zum Ziel gesetzt hatte, Jesse Owens Erfolg von 1936 zu wiederholen. Dies gelang ihm mit den Siegen im 100-Meter-Lauf, im 200-Meter-Lauf, mit der 4-mal-100-Meter-Staffel und im Weitsprung. Im Lauf über 5000 Meter erreichte der Schweizer Markus Ryffel hinter Saïd Aouita aus Marokko und vor dem Portugiesen António Leitão die Silbermedaille, die einzige Leichtathletikmedaille der Eidgenossen bei diesen Spielen. Über die 400 Meter Hürden gewann Edwin Moses, der bereits in Montreal 1976 den Olympiasieg erreichte und 1980 boykottbedingt um die Möglichkeit zur Titelverteidigung gebracht worden war, vor seinem Landsmann Danny Harris und dem Deutschen Harald Schmid, dem es 1977 letztmals zuvor gelang, Moses über diese Distanz zu schlagen. Dietmar Mögenburg aus der BRD siegte im Hochsprung vor dem Schweden Patrik Sjöberg und dem Chinesen Zhu Jianhua. Der Portugiese Carlos Lopes gewann den Marathon und damit die erste olympische Goldmedaille für sein Land überhaupt. Hinter ihm platzierten sich der Ire John Treacy und der Brite Charlie Spedding. Beide Titel im Gehen gingen an mexikanische Athleten. Die 20 Kilometer gewann Ernesto Canto, die 50 Kilometer Raúl González, der zuvor bereits über die kürzere Distanz Silber erreicht hatte. Die Wurfdisziplinen waren besonders vom Boykott betroffen. Im Hammerwurf, den der Finne Juha Tiainen vor den Deutschen Karl-Hans Riehm und Klaus Ploghaus gewann, fehlte der Großteil der Top 10 der Welt. Im Diskuswurf wurde Rolf Danneberg Olympiasieger. Den Zehnkampf gewann der Brite Daley Thompson mit 8797 Punkten (die 1985 nach Änderung der Wettkampftabelle auf den Weltrekord 8847 Punkte korrigiert wurden) Gold vor seinem Dauerrivalen Jürgen Hingsen aus der BRD. Thompson verteidigte damit seinen Titel von 1980. Die Entscheidung fiel erst in der drittletzten Disziplin, dem Stabhochsprung, in dem Hingsen nur 4,50 m übersprang, während Thompson fünf Meter erreichte.
Die erfolgreichste Leichtathletin war die Amerikanerin Valerie Brisco-Hooks, die Gold über 200 und 400 Meter und mit der 4-mal-400-Meter-Staffel gewann, jeweils mit olympischem Rekord. Mit Silber über 200 Meter gewann zudem Florence Griffith-Joyner, die vier Jahre später in Seoul erfolgreichste Leichtathletin war, ihre erste Olympiamedaille. Gold im Hochsprung ging an die Deutsche Ulrike Meyfarth, die bereits zwölf Jahre zuvor in München Olympiasiegerin geworden war. Den Wettbewerb im Kugelstoßen entschied die bundesdeutsche Stoßerin Claudia Losch mit dem letzten Versuch für sich; ihr Wurf über 20,48 m war nur einen Zentimeter weiter als der der Rumänin Mihaela Loghin. Die erste Olympiasiegerin im Marathon war Joan Benoit aus den USA vor Grete Waitz aus Norwegen und der Portugiesin Rosa Mota. Den Siebenkampf gewann die Australierin Glynis Nunn vor der Amerikanerin Jackie Joyner-Kersee, die bei den beiden folgenden Spielen den Olympiasieg in dieser Disziplin holte.
Siehe auch: Olympische Sommerspiele 1984/Leichtathletik

### Moderner Fünfkampf
Im Modernen Fünfkampf starteten 52 Teilnehmer aus 18 Mannschaften. Es gab einen Einzelwettkampf und einen Mannschaftswettkampf, dessen Ergebnis sich aus den Einzelresultaten ergab. Das Programm bestand aus dem Springreiten am ersten Tag, dem Degenfechten am zweiten Tag, dem 300-Meter-Freistilschwimmen am dritten Tag und schließlich dem Schießen und dem abschließenden 4000-Meter-Geländelauf. Erstmals erstreckte sich der Wettbewerb über vier Tage und ebenfalls zum ersten Mal war der Modus des Geländelaufs ein Handicapstart, sodass der Zieleinlauf dem Endergebnis entsprach. Die Goldmedaille im Einzel gewann der Italiener Daniele Masala, der bereits 1976 Olympiavierter war und in Moskau nicht starten durfte, mit 5469 Punkten vor dem Schweden Svante Rasmuson und seinem Landsmann Carlo Massullo. Der Mannschaftstitel ging an Italien. Dahinter konnten sich die Vereinigten Staaten und Frankreich in den Medaillenrängen platzieren. Die Schweizer Mannschaft erreichte den vierten Platz.
Siehe auch: Olympische Sommerspiele 1984/Moderner Fünfkampf

### Radsport

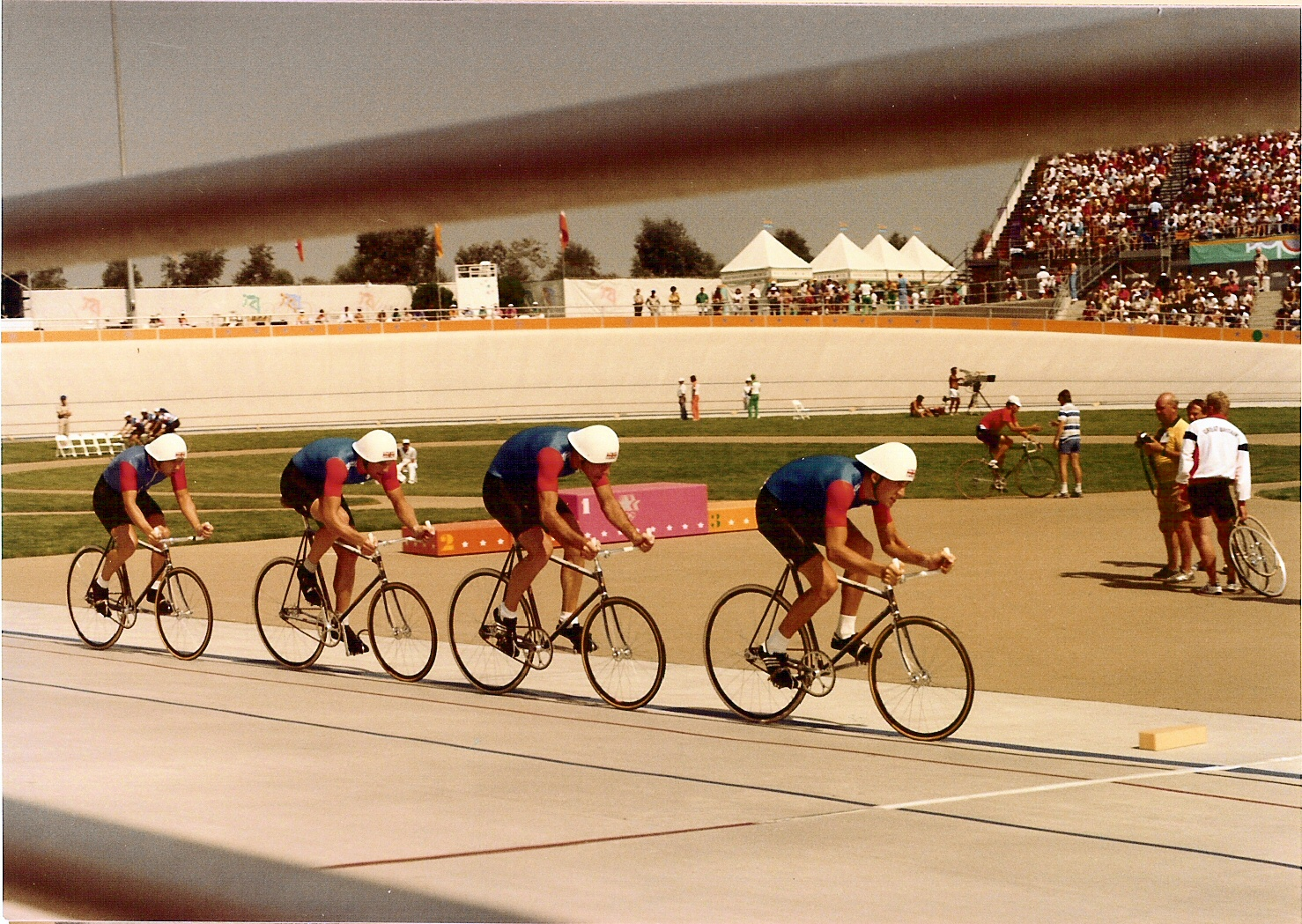
Das Britische Team in der Verfolgung auf der olympischen Radbahn

314 Radfahrer und 45 Radfahrerinnen gingen bei den Olympischen Spielen in Los Angeles an den Start. Das IOC hatte die Einführung des Punktefahrens bei den Männern beschlossen und bei deren Straßenrennen die maximale Teilnehmerzahl pro NOK auf drei gesenkt. 1983 nahm es zudem das Straßenrennen der Frauen in das Programm auf und vertagte die Einführung von Bahnradwettbewerben für Frauen auf 1988. Erfolgreichste Nation waren die USA, deren Radsportler mit vier Goldmedaillen die Hälfte der möglichen Titel und zudem drei Silber- und zwei Bronzemedaillen gewannen. Das 190,2 Kilometer lange Straßenrennen gewann der Amerikaner Alexi Grewal mit 4:59:57 Stunden im Sprint vor dem Kanadier Steve Bauer. Bronze gewann der Norweger Dag Otto Lauritzen. Das 100-Kilometer-Mannschaftszeitfahren gewann Italien vor der Schweiz, für die Alfred Achermann, Richard Trinkler, Laurent Vial und Benno Wiss starteten, und den USA. Die Bahnradwettbewerbe fanden auf einem nicht überdachten Velodrom mit Kunststoffbahn statt. In den Wettbewerben konnten die BRD einige Erfolge verbuchen. Fredy Schmidtke gewann Gold im 1000-Meter-Zeitfahren; Rolf Gölz in der 4000-Meter-Verfolgung und Uwe Messerschmidt im Punktefahren gewannen beide Silber und in der Mannschaftsverfolgung belegte das bundesdeutsche Team den Bronzerang. Das olympische Debüt der Frauen im Radsport gewann die Amerikanerin Connie Carpenter-Phinney, die sich im Sprint des Straßenrennens vor ihrer Landsfrau Rebecca Twigg und der Deutschen Sandra Schumacher durchsetzte.
Siehe auch: Olympische Sommerspiele 1984/Radsport

### Reitsport
In Los Angeles starteten 157 Reiter (110 Männer und 47 Frauen) aus 30 Nationen. Im Dressur-, Spring- und Vielseitigkeitsreiten konnten sie jeweils in einem Einzel- und einem Mannschaftswettbewerb antreten. Mit der Dressurmannschaft bestehend aus Reiner Klimke, Uwe Sauer und Herbert Krug gewann die BRD die Goldmedaille vor den Mannschaften aus der Schweiz und Schweden. Die besten zwölf Reiter aus dem Mannschaftswettbewerb durften im Einzel starten. Die Goldmedaille in diesem Wettbewerb ging ebenfalls an Klimke, der sich vor der Dänin Anne Grethe Jensen-Törnblad durchsetzte, und mit der insgesamt sechsten Goldmedaille zum damals erfolgreichsten deutschen Olympioniken aller Zeiten wurde. Bronze ging an den Schweizer Otto Hofer. Der Amerikaner Joe Fargis gewann die Goldmedaille im Einzel des Springreitens erst im Stechen, als er sich mit 0 Fehlerpunkten gegen seinen Landsmann Conrad Homfeld mit 8 Fehlerpunkten durchsetzte. Bronze ging, ebenfalls im Stechen vergeben, an die Schweizerin Heidi Robbiani, die im ersten Umlauf 8 Fehlerpunkte und im Stechen 0 erzielte. Im Vielseitigkeitseinzel siegte Mark Todd aus Neuseeland, der zuvor noch keine internationale Meisterschaft gewonnen hatte und in Seoul den Olympiasieg wiederholen konnte. In den Mannschaftswettbewerben des Spring- und Vielseitigkeitsreitens war die Besetzung des Siegertreppchens gleich: Gold ging jeweils an die USA vor Großbritannien und der BRD.
Siehe auch: Olympische Sommerspiele 1984/Reiten

### Ringen

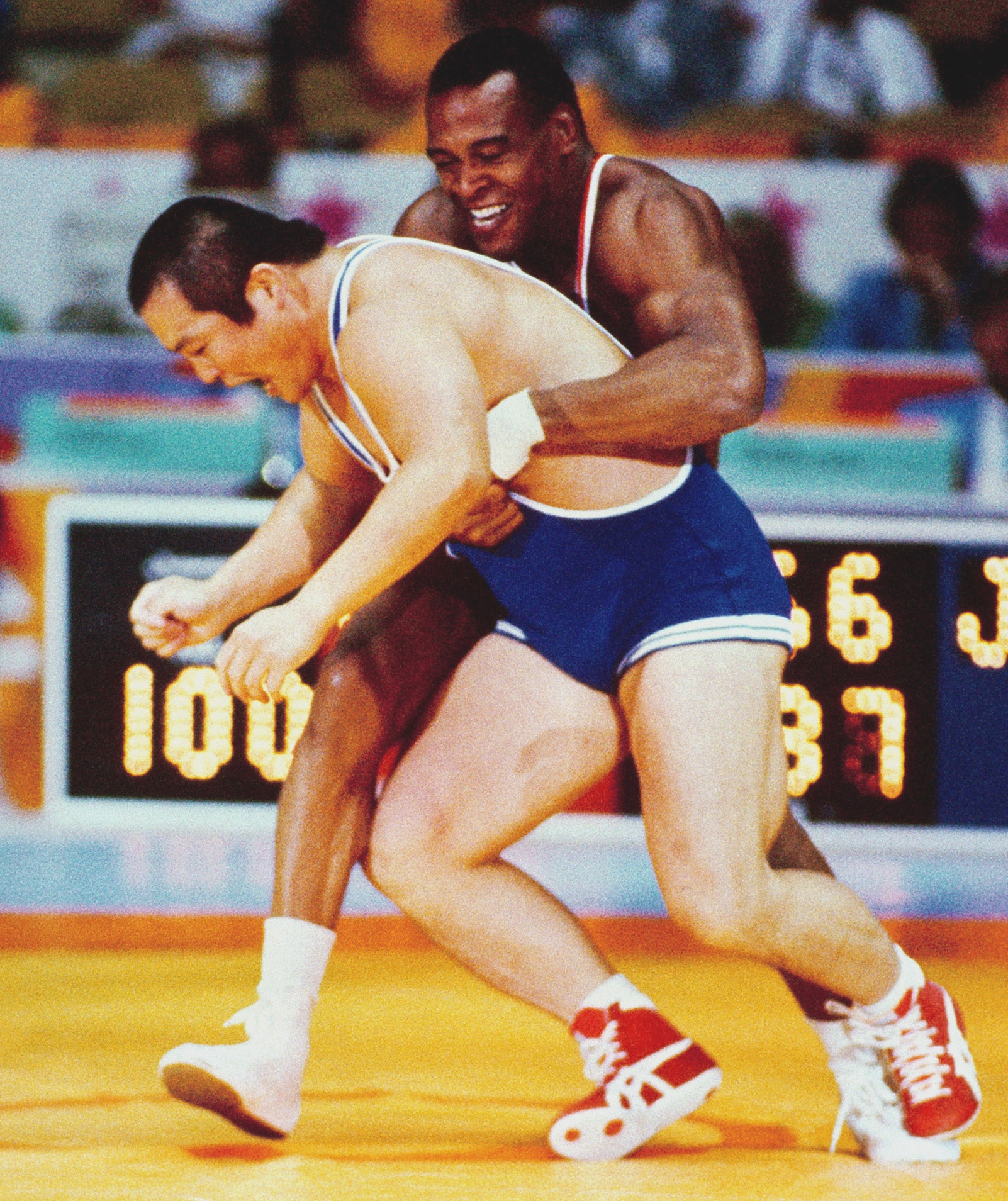
Der Amerikaner Greg Gibson kämpft gegen Yoshihiro Fujita aus Japan im griechisch-römischen Stil

267 Ringer aus 44 Ländern traten in Los Angeles an. Das Ringen gehörte zu den besonders stark vom Boykott betroffenen Sportarten. Im griechisch-römischen Stil waren 20 der 30 Medaillengewinner von Moskau abwesend, im Freistilringen waren es 23. Die erfolgreichste Nation waren die Vereinigten Staaten mit neun Goldmedaillen, wobei ihre Stärke vor allem im Freistilringen lag. Im Papiergewicht gewann der Deutsche Markus Scherer Silber hinter Vincenzo Maenza aus Italien und vor dem Japaner Ikuzo Saito. Maenza konnte in Seoul seinen Titel verteidigen. Im Finale des Bantamgewicht Freistil lag der Deutsche Pasquale Passarelli gegen Weltmeister Masaki Eto aus Japan bereits mit 8:2 in Führung, als er kurz vor eine Schulterniederlage geriet und die letzten 1:36 Minuten in der Brücke überstehen musste, um die Goldmedaille zu gewinnen. Im Federgewicht konnte Hugo Dietsche aus der Schweiz mit 3:1 gegen Abdurrahim Kuzu die Bronzemedaille gewinnen. Martin Knosp aus der BRD gewann im Weltergewicht Freistil die Silbermedaille hinter dem Amerikaner David Schultz.
Siehe auch: Olympische Sommerspiele 1984/Ringen

### Rudern

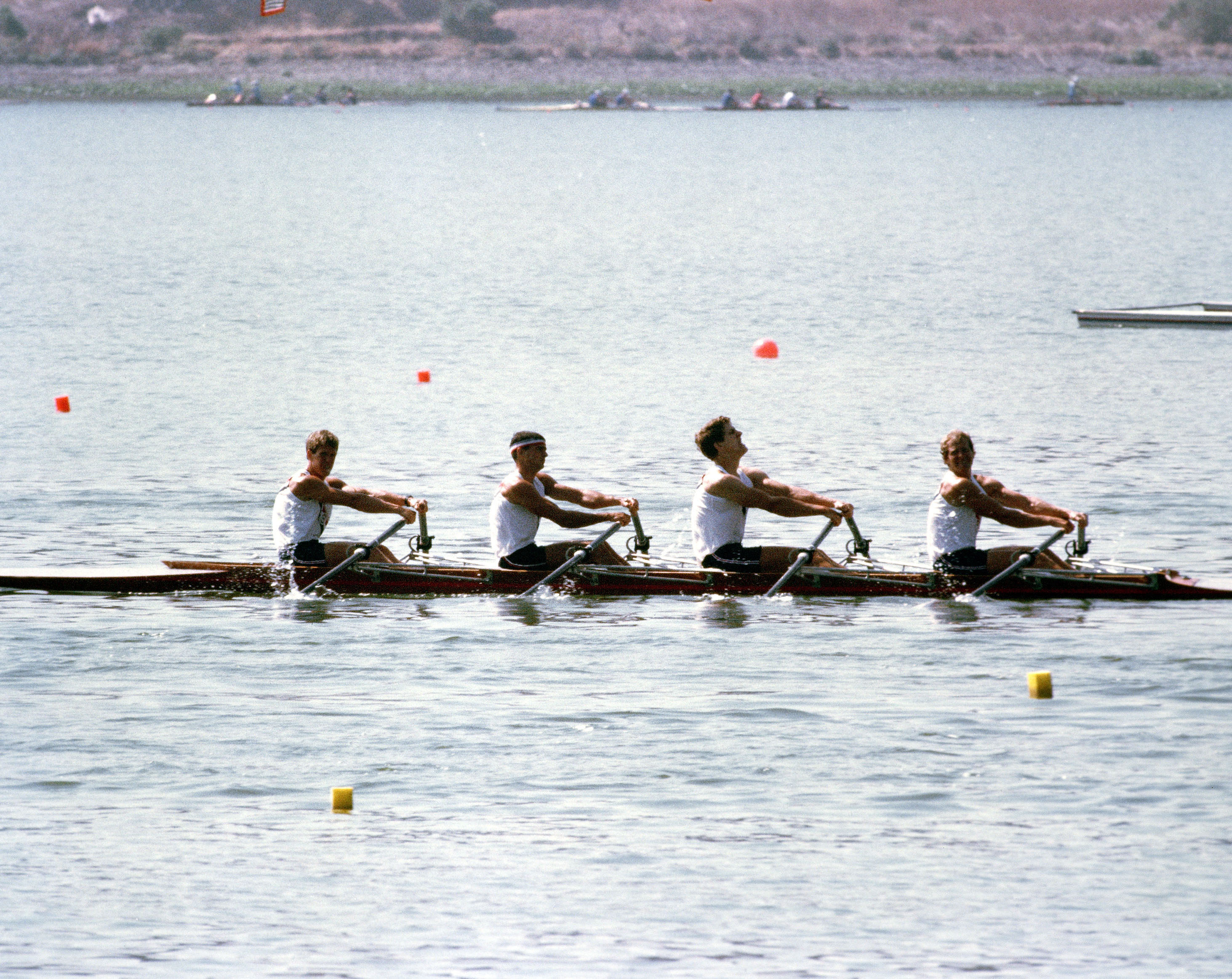
Der amerikanische Doppelvierer der Männer erreichte Platz eins im B-Finale

Aus 30 Ländern waren 447 Ruderer am Start – 286 Männer und 161 Frauen. Rumänien war die erfolgreichste Nation und gewann mit sieben Goldmedaillen die Hälfte aller möglichen Titel. Im Einer wurde Pertti Karppinen zum dritten Mal in Folge Olympiasieger und stellte damit den Rekord von Wjatscheslaw Iwanow ein. Hinter ihm belegte der Deutsche Peter-Michael Kolbe den zweiten und der Kanadier Robert Mills den dritten Rang. Im Zweier mit Steuermann gewannen die Italiener Carmine Abbagnale, Giuseppe Abbagnale und Giuseppe Di Capua ihre erste olympische Goldmedaille, nachdem sie 1981 und 1982 bereits Weltmeister in dieser Klasse geworden waren. Mit dem Vierer mit Steuermann holte der Brite Steven Redgrave seine erste Goldmedaille. Der bundesdeutsche Doppelvierer gewann die Goldmedaille als amtierender Weltmeister, nachdem er erstmals seit Einführung der Bootsklasse 1974 die DDR bei den Weltmeisterschaften 1983 geschlagen hatte. Silber ging an Australien, Bronze an Dänemark. Das Achterrennen gewann das kanadische Boot, das nach guten Ergebnissen bei der Rotsee-Regatta bereits im Vorfeld zu den Medaillenkandidaten gezählt wurde. Die Kanadier setzten sich vor den Amerikanern und den Australiern durch. Bei den Frauen gingen alle Goldmedaillen an Rumäninnen mit Ausnahme des Achters, in dem sie Silber hinter den Vereinigten Staaten gewannen. Im Zweier ohne Steuermann gewannen die Deutschen Ellen Becker und Iris Völkner die Bronzemedaille hinter dem kanadischen Boot und den souverän siegenden Rumäninnen Rodica Arba und Elena Horvat, die im Vorjahr bereits Vizeweltmeisterinnen geworden waren.
Siehe auch: Olympische Sommerspiele 1984/Rudern

### Schießen

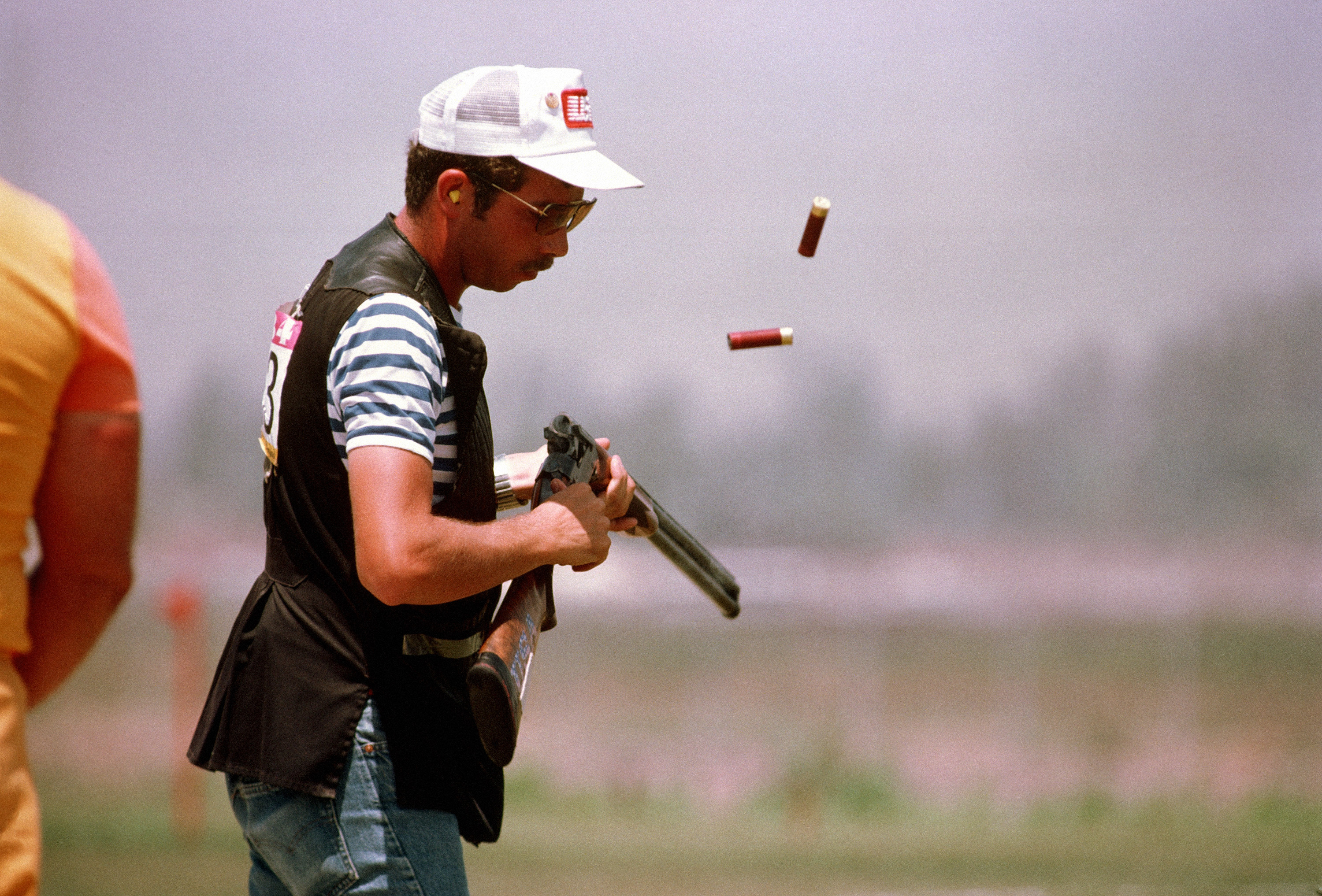
Matthew Dryke aus den USA nahm an den Skeetwettbewerben der Olympischen Spiele teil.

383 Schützen und 77 Schützinnen waren am Start. Das IOC beschloss auf der Session 1980 die Einführung von drei Disziplinen für Frauen und die Öffnung der Wurftaubendisziplinen für beide Geschlechter. Zudem wurden in Los Angeles erstmals Wettbewerbe mit dem Luftgewehr ausgetragen. Im Wettbewerb mit der Freien Pistole siegte der Chinese Xu Haifeng. Er war der erste Olympiasieger und überhaupt der erste Medaillengewinner der Volksrepublik China. Mit dem Luftgewehr gewann der Franzose Philippe Heberlé die Goldmedaille. Hinter ihm schossen Andreas Kronthaler aus Österreich und Barry Dagger aus Großbritannien beide 587 Ringe, der Österreicher erhielt jedoch die Silbermedaille, weil er im Ausschießen 36 Ringen schoss und der Brite nur 22. Im Kleinkaliber-Dreistellungskampf ging Silber an Daniel Nipkow aus der Schweiz, der 1983 in Bad Homburg zwei WM-Titel im Armbrustschießen gewonnen hatte. Olympiasieger in dieser Disziplin wurde der Brite Malcolm Cooper, der diesen Titel in Seoul verteidigen konnte. Die Entscheidungen im Wurftaubenschießen fielen sehr knapp aus. Im Trap wurden hinter dem Olympiasieger Luciano Giovannetti aus Italien Silber und Bronze im Stechen vergeben. Den zweiten Platz gewann der Peruaner Francisco Boza mit 24 Punkten vor Daniel Carlisle aus den USA mit 22 Punkten. Im Skeet erzielten der Zweit- und Drittplatzierte jeweils 192 Punkte; Ole Riber Rasmussen aus Dänemark gewann im darauffolgenden Stechen mit 25 Punkten Silber vor dem Italiener Luca Scribani Rossi, der 23 Punkte erreichte. Die Entscheidung mit der Sportpistole bei den Frauen war äußert knapp. Die Kanadierin Linda Thom gewann Gold im dritten Stechen gegen die Amerikanerin Ruby Fox mit 49:48. Im Kleinkaliber-Dreistellungskampf ging Silber an die Deutsche Ulrike Holmer hinter der Chinesin Wu Xiaoxuan, die drei Tage zuvor bereits Bronze mit dem Luftgewehr gewonnen hatte.
Siehe auch: Olympische Sommerspiele 1984/Schießen

### Schwimmen

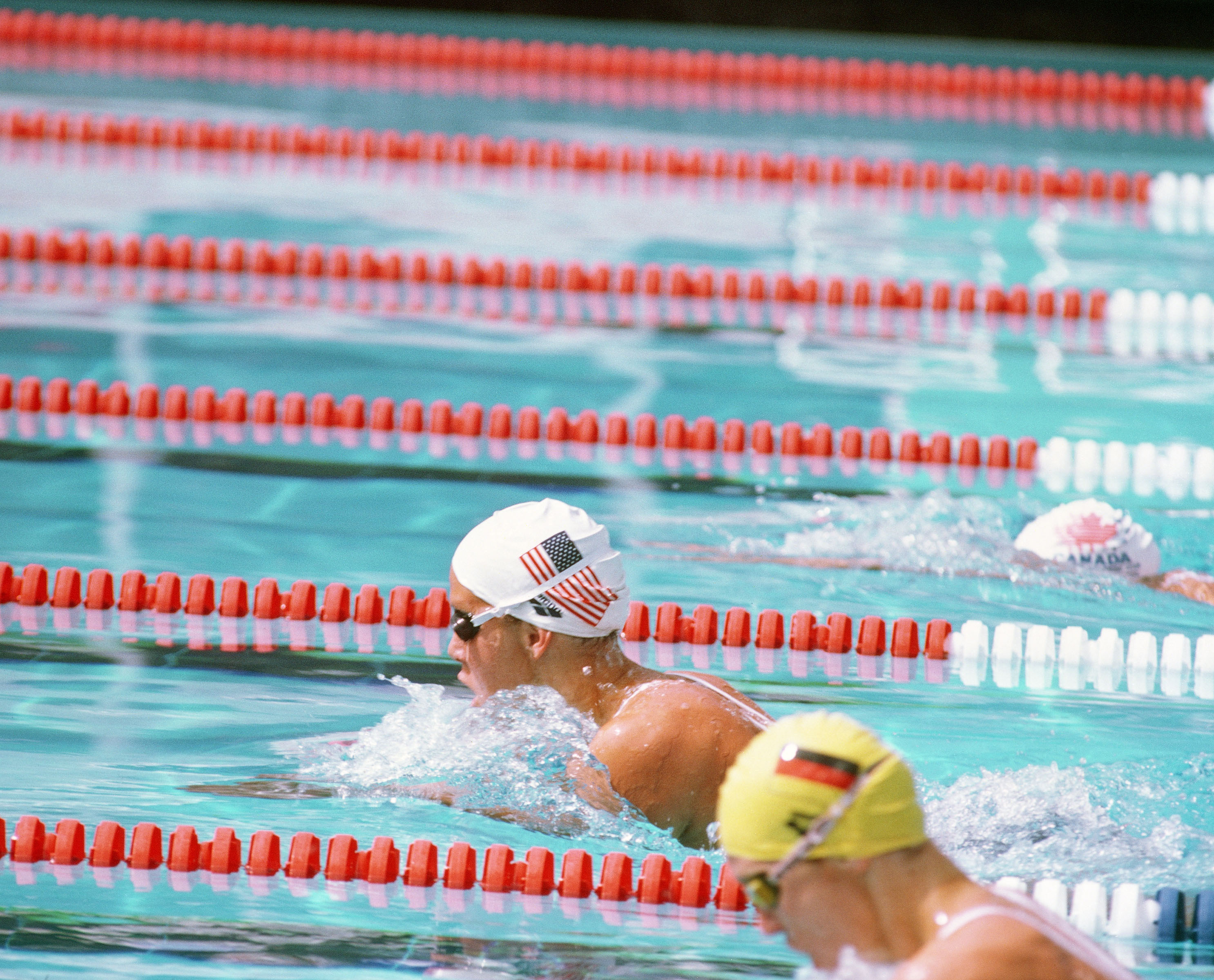
Susan Rapp gewann im Finale über 200 Meter Brust Silber

In den 29 Wettbewerben des Schwimmens gingen insgesamt 494 Athleten an den Start – 308 Männer und 186 Frauen. Hinzu kamen 50 Synchronschwimmerinnen, 45 Wasserspringer, 35 Wasserspringerinnen und 146 Wasserballer. Das IOC hatte 1983 der FINA die Austragung von Wettbewerben im Synchronschwimmen erlaubt; zudem wurde 1980 die Wiederaufnahme der 200-Meter-Lagenwettbewerbe und der 4-mal-100-Meter-Freistilstaffel der Männer ins Programm beschlossen.
Nur neun der 29 Titel der Schwimmwettbewerbe gingen an Schwimmer, die nicht aus den Vereinigten Staaten stammten. Dabei gelang es den Amerikanern, alle Staffeln für sich zu entscheiden. Die erfolgreichsten Schwimmer waren zwei US-Amerikaner mit jeweils drei Goldmedaillen: Ambrose Gaines gewann die 100 Meter Freistil, mit der 4-mal-100-Meter-Freistilstaffel und der 4-mal-100-Meter-Lagenstaffel, während Richard Carey die 100 und 200 Meter Rücken sowie mit der 4-mal-100-Meter-Lagenstaffel gewann. Die meisten Medaillen konnte jedoch der Deutsche Michael Groß sammeln, der jeweils in Weltrekordzeit Olympiasieger über 200 Meter Freistil und 100 Meter Schmetterling wurde sowie über 200 Meter Schmetterling und mit der 4-mal-200-Meter-Staffel Silber gewann. Über 400 Meter Freistil ereignete sich aufgrund der in Los Angeles erstmals ausgetragenen B-Finals ein einmaliger Fall, als der Deutsche Thomas Fahrner, der das Finale als Neunter um 19 Hundertstelsekunden verpasst hatte, mit 3:50,91 Minuten einen olympischen Rekord aufstellte und dabei schneller war als der Olympiasieger George DiCarlo aus den USA. Erfolgreichste Schwimmerinnen waren Tracy Caulkins, mit Gold über 200 und 400 Meter Lagen und mit der Lagenstaffel, und Mary T. Meagher, die Gold über 100 und 200 Meter Schmetterling und mit der Lagenstaffel gewann. Hinter den Vereinigten Staaten belegte die deutsche Lagenstaffel mit Svenja Schlicht, Ute Hasse, Ina Beyermann, die den dritten Platz über 200 Meter Lagen belegte, und Karin Seick, die Bronze über 100 Meter Lagen gewinnen konnte, den zweiten Platz.
Mit acht von zwölf möglichen Medaillen waren die USA die dominierende Mannschaft im Wasserspringen. Bei den Männern gewann Greg Louganis sowohl vom Brett als auch vom Turm die Goldmedaille und dies jeweils mit souveränem Vorsprung. Der Silbermedaillengewinner vom Brett, Tan Liangde aus der Volksrepublik China, hatte einen Rückstand von 92,1 Punkten; der vom Turm, Bruce Kimball aus den USA, erreichte 67,41 Punkte weniger als sein Landsmann. Bei den Frauen siegte die Kanadierin Sylvie Bernier vom Brett und die Chinesin Zhou Jihong vom Turm. Hinter beiden konnten sich jeweils zwei Amerikanerinnen platzieren. Im erstmals ausgetragenen Synchronschwimmen gab es einen Solo- und einen Duettwettbewerb. In beiden ging Gold an die USA, Silber an Kanada und Bronze an Japan. Die Amerikanerin Tracie Ruiz war dabei zweifache Olympiasiegerin. Im Solo platzierte sich hinter ihr Carolyn Waldo, die vier Jahre später in Seoul Doppelolympiasiegerin wurde.
Im Wasserballturnier traten zwölf Mannschaften an. Die Platzierungen wurden in einem Gruppensystem ausgespielt, in das die Mannschaften nach der Vorrunde eingeordnet wurden. Der Olympiasieg ging an die Mannschaft aus Jugoslawien, hinter der das Team aus den Vereinigten Staaten mit Terry Schroeder Silber erreichte. Bronze ging an die Mannschaft aus der BRD, in der unter anderem Frank Otto und Peter Röhle spielten.
Siehe auch: Olympische Sommerspiele 1984/Schwimmen, Olympische Sommerspiele 1984/Wasserspringen und Olympische Sommerspiele 1984/Wasserball

### Segeln
298 Männer und zwei Frauen nahmen an den Segelwettbewerben teil. Die sieben Bootsklassen standen beiden Geschlechtern offen. Erstmals gab es den Wettbewerb im Windsurfen, der auf der IOC-Session 1980 beschlossen worden war, während die Einführung von reinen Frauendisziplinen weiterhin auf sich warten ließ. In der Star-Klasse gewann das deutsche Duo Joachim Griese und Michael Marcour die Silbermedaille hinter dem Boot aus den USA und vor den Italienern. Das Boot des Amerikaners Robbie Haines in der Soling-Klasse lag bereits nach sechs Wettfahrten uneinholbar in Führung, sodass er die letzte Wettfahrt gar nicht mehr bestritt. Der erste Olympiasieger im Windsurfen war der Niederländer Stephan van den Berg, der sich vor dem Amerikaner Scott Steele und dem Neuseeländer Bruce Kendall durchsetzen konnte.
Siehe auch: Olympische Sommerspiele 1984/Segeln

### Turnen
Es nahmen 65 Turnerinnen und 71 Turner an den olympischen Wettbewerben teil. 1980 hatte die FIG beschlossen, ein Mindestalter von 15 Jahren bei den Frauen und 16 Jahren bei den Männern einzuführen. Eine dominierende Nation ließ sich nicht ausmachen, die USA, Rumänien und die Volksrepublik China konnten jeweils fünf Goldmedaillen gewinnen. Den Mannschaftsmehrkampf der Männer gewannen die USA vor der Volksrepublik China und Japan. Dieser Sieg war nicht nur auf die eigene Stärke und den Heimvorteil zurückzuführen, sondern auch auf parteiische Punktrichterentscheidungen. Der erfolgreichste Turner war der Chinese Li Ning; er gewann Gold am Boden, an den Ringen und am Seitpferd, Silber im Pferdsprung und im Mannschaftsmehrkampf sowie Bronze im Einzelmehrkampf. Bei den Turnerinnen war die Rumänin Ecaterina Szabó die herausragende Athletin mit Goldmedaillen im Mannschaftsmehrkampf, am Schwebebalken, am Boden und im Pferdsprung sowie Silber im Einzelmehrkampf.
Der Mehrkampf der Rhythmischen Sportgymnastik litt unter der Abwesenheit der besten Sportlerinnen. Aufgrund des Boykotts waren alle Medaillengewinnerinnen der WM von 1983 abwesend. Gold ging an die Kanadierin Lori Fung, hinter der Doina Stăiculescu aus Rumänien und Regina Weber aus der BRD Silber und Bronze gewannen.
Siehe auch: Olympische Sommerspiele 1984/Turnen und Olympische Sommerspiele 1984/Rhythmische Sportgymnastik

### Volleyball
In den Volleyballturnieren erreichten jeweils die beiden Besten der Vorrundengruppen die Halbfinals, während die weiteren Mannschaften die Plätze ausspielten. Bei den Männern starteten zehn Mannschaften. Die Mannschaft aus den USA, in der unter anderem Craig Buck und Charles Kiraly spielten, gewann die Goldmedaille vor den Mannschaften aus Brasilien und Italien. Bei den Frauen siegten die Chinesinnen vor der Mannschaft aus den USA um Flora Hyman. Bronze gewann die japanische Mannschaft.
Siehe auch: Olympische Sommerspiele 1984/Volleyball

## Herausragende Sportler
Die erfolgreichste Sportlerin der Olympischen Sommerspiele 1984 war die rumänische Turnerin Ecaterina Szabó, die vier Gold- und eine Silbermedaille gewinnen konnte. Hinter ihr lag der amerikanische Leichtathlet Carl Lewis mit vier Goldmedaillen. Die meisten Medaillen konnte der Turner Li Ning aus China gewinnen, der drei Gold-, zwei Silber- und eine Bronzemedaille holte. Der jüngste Teilnehmer war der Ruderer Philippe Cuelenaere aus Belgien mit 12 Jahren und 334 Tagen, der älteste war der spanische Schütze Luis del Cerro mit 60 Jahren und 85 Tagen. Der deutschen Hochspringerin Ulrike Meyfarth gelang es zwölf Jahre nach ihrem Sieg in München 1972 erneut, die Goldmedaille zu erringen. Sie war damit zugleich jüngste und älteste Olympiasiegerin in dieser Disziplin. Mit der Bogenschützin Neroli Fairhall aus Neuseeland nahm erstmals eine querschnittsgelähmte Sportlerin an Olympischen Spielen teil.
| Athlet          | Mannschaft          | Sport          |   |   |   | Gesamt |
| Ecaterina Szabó | Rumänien            | Turnen         | 4 | 1 | 0 | 5      |
| Carl Lewis      | Vereinigte Staaten  | Leichtathletik | 4 | 0 | 0 | 4      |
| Li Ning         | Volksrepublik China | Turnen         | 3 | 2 | 1 | 6      |
| Michael Heath   | Vereinigte Staaten  | Schwimmen      | 3 | 1 | 0 | 4      |
| Nancy Hogshead  | Vereinigte Staaten  | Schwimmen      | 3 | 1 | 0 | 4      |

## Doping
Für die Dopingkontrollen richtete das LAOOC an der UCLA ein eigenes Dopinglabor ein, da bis dahin das einzige den Ansprüchen des IOC genügende Labor Nordamerikas in Montreal lag. Am 30. November 1983 akkreditierte das IOC das Labor an der Universität, sodass es die Dopingkontrollen bei den Spielen übernehmen konnte. Das IOC forderte 2000 Dopingkontrollen, während das LAOOC nur 1500 Athleten testen wollte. Schließlich setzte sich das Organisationskomitee durch und ließ während der 15 Wettkampftage 1502 Athleten testen.
Elf Dopingtests auf Steroide zum Muskelaufbau fielen positiv aus, zwei davon stammten von Medaillengewinnern, die ihre Medaillen zurückgeben mussten. Der finnische 10.000-Meter-Läufer Martti Vainio und der schwedische Superschwergewichtsringer im griechisch-römischen Stil Tomas Johansson, die beide Silber erreicht hatten, wurden des Dopings mit dem anabolen Steroid Methenolon überführt und für mindestens ein Jahr gesperrt. Ein Hammerwerfer und ein Volleyballspieler wurden des Testosteron-Dopings für schuldig befunden, zwei weitere Leichtathleten und fünf Gewichtheber aller Gewichtsklassen wurden positiv auf Nandrolon getestet. Mindestens zehn weitere Gedopte mussten keine Konsequenzen befürchten, da ihre positiven Tests aus dem Hotelzimmer von IOC-Medizinchef Alexandre de Merode verschwunden waren.
Im Nachhinein gerieten vertrauliche Aufzeichnungen des USOC an die Öffentlichkeit, die offenbarten, dass bei geheimen Dopingproben im Vorfeld der Spiele 34 US-Athleten positiv getestet, jedoch nicht gesperrt worden waren. Diese Tests sollten verhindern, dass Spuren des Dopings bei den Spielen entdeckt werden könnten. Dabei standen die Vereinigten Staaten auch unter dem Druck, dass die Spiele von Moskau offiziell als die ersten dopingfreien Olympischen Spiele der Geschichte gefeiert worden waren und die USA 1984 nachziehen wollten.
Mit 1610 Geschlechtsüberprüfungen war die Anzahl medizinischer Tests zur Bestätigung des Geschlechts aller weiblichen gemeldeten Starterinnen größer als die Zahl der Dopingproben. Dabei wurden Wangenschleimhaut-Abstriche bei 88 % der Teilnehmerinnen entnommen und auf Y-Chromosomen untersucht, da die übrigen 12 % bereits „Weiblichkeits-Zertifikate“ der IOC Medical Commission besaßen. Die Proben wurden vor dem ersten Wettkampf der Athletinnen in den Polikliniken der drei olympischen Dörfer entnommen und binnen 24 Stunden in einem zentralen Labor getestet. Uneindeutige Testergebnisse führten zu Beratungen der IOC Medical Commission. Das LAOOC gab keine offiziellen Ergebnisse bekannt, um die Würde der Betroffenen zu schützen. Gleichwohl wird eine Anzahl von sechs Athletinnen angenommen, deren erste Testergebnisse „männlich“ lauteten.

## Kommerzialisierung und Kritik
Die Spiele von Los Angeles 1984 bewirkten eine starke Kommerzialisierung der Olympischen Spiele (siehe Kommerzialisierung). Die offiziellen Sponsoren, die einen Teil zur Finanzierung des LAOOC-Etats beitrugen, konnten mit diesem Status werben. So benutzte Coca-Cola den Werbeslogan “Official soft drinks of the Olympics” und schätzte seinen Erfolg auf 21 Millionen verkaufte Getränke während der Wettkämpfe. Levi Strauss machte aus der Ausstattung der amerikanischen Olympiamannschaft eine werbewirksame Publikumswahl. McDonald’s startete die Werbeaktion “When the U.S. wins, you win”, bei der Kunden auf Rubbellosen olympische Disziplinen freirubbeln konnten und bei einer Goldmedaille eines Amerikaners in dieser Disziplin einen Big Mac gratis bekamen, bei Silber Pommes frites und bei Bronze eine Cola. Die unerwarteten Kosten durch die zahlreichen Goldmedaillen in Abwesenheit der sowjetischen Mannschaft führten zu einem großen finanziellen Verlust, auf den etwa die Fernsehserie Die Simpsons 1992 anspielte.
Das LAOOC begab sich aufgrund des Fehlens öffentlicher Mittel auch beim Bau neuer Sportstätten in Abhängigkeit von den Sponsoren, die Neubauten finanzierten. Nur deshalb konnte der Etat von Los Angeles bei 470 Millionen Dollar liegen, während die Olympischen Sommerspiele in Moskau 1980 umgerechnet neun Milliarden Dollar kosteten und Montreal vier Jahre zuvor 1,5 Milliarden Dollar ausgab und sich daraufhin verschuldete.
Die Vermarktung der Spiele stieß auf teils heftige Kritik. Die Frankfurter Allgemeine Zeitung schrieb: „Profitgeist und kapitalistisches Denken begleiten die Vorbereitungen“. Mario Pescante vom NOK Italiens warnte, Olympia würde von den Amerikanern „als ein beliebiges geschäftliches Unternehmen“ behandelt. Mit Maureen Kindel war selbst ein Mitglied des Aufsichtsrats des LAOOC „beunruhigt, dass die Seele, der Zauber der Spiele Schaden erleiden“ würde. Der Präsident des LAOOC, Peter Ueberroth, vertrat hingegen die Meinung, dass diese Art der Finanzierung „ein Modell für künftige Olympische Spiele“ sein würde. Tatsächlich orientierten sich die Organisatoren Seouls und Calgarys am LAOOC, Sponsoring wurde ein Teil der Olympischen Spiele, der in Atlanta 1996 sehr stark ausgereizt wurde. Andererseits wurden Stimmen laut, die sich von der offenen Kommerzialisierung ein Ende der olympischen Verlogenheit versprachen:

„Und ob Levi’s oder McDonald’s nun an Komitees überweisen, die im Vereinsregister stehen, oder solche, die privat abrechnen – mit im Spiel sind sie und viele andere schon lange.“

## Berichterstattung
Der Pressechef der Olympischen Sommerspiele von Los Angeles war Richard B. Perelman. Insgesamt waren 8700 Journalisten, Techniker und weitere Mitarbeiter der Medien akkreditiert. Allein 4863 Mitarbeiter von Fernsehen und Rundfunk waren anwesend, um von den Olympischen Spielen zu berichten. Als Hauptpressezentrale während der Olympischen Spiele diente das Los Angeles Convention Center.
Das LAOOC nahm durch den Verkauf der Fernsehrechte insgesamt 286,764 Millionen Dollar ein. Allein die American Broadcasting Company zahlte 225 Millionen, es folgten die Europäische Rundfunkunion mit 19,8 Millionen und Japan mit 18,5 Millionen. Der Vertrag mit ABC enthielt im Gegenzug die Zusicherung, „dass olympische Wettbewerbe, die bei Amerikanern besonders populär sind, zu günstigen Sendezeiten ablaufen werden.“ Die ABC übertrug die Spiele nicht nur in den USA, sondern produzierte das Weltbild, auf das alle Sender zurückgriffen. Mit 216 Kameras brachte ABC insgesamt 180 Stunden Olympia auf den Fernsehschirm. Die tägliche Übertragung gliederte sich in vier Abschnitte. Von acht bis elf Uhr gab es eine morgendliche Übertragung im Stil von Good Morning America, in der nur live vom Rudern und Kanurennsport berichtet wurde. Zwischen 13 und 14:30 Uhr übertrug ABC die ersten Entscheidungen des Tages und zwischen 16 und 21 Uhr alle wichtigen Entscheidungen. Von 21:30 bis 23 Uhr folgten Nachberichte.
Jede Werbeminute während dieser Sendungen brachte dem Sender 250.000 Dollar ein. Alle Werbeplätze von ABC waren bereits Mitte 1983 für insgesamt 615 Millionen Dollar ausverkauft. Zum Teil vergab ABC freie Werbeminuten an Firmen, deren Werbung während der Olympischen Winterspiele 1984 unter gesunkenen Einschaltquoten wegen des frühen Ausscheidens der amerikanischen Eishockeymannschaft und der Verschiebung des Abfahrtsrennens gelitten hatte. In Deutschland übertrugen die ARD und das ZDF die Spiele. Die Bilder unterschieden sich nur geringfügig von denen in den USA, da auf das Weltbild von ABC zurückgegriffen wurde. Zusätzlich zum Anteil für die Bildrechte wurden die Kosten für die deutschen Sender auf 17 Millionen D-Mark geschätzt, da Studioräume, technische Ausstattung und Dekoration, sowie Sprecherplätze in den Stadien erstmals separat bezahlt werden mussten.